# BSよしもと
BSよしもと株式会社（ビーエスよしもと、英: BS YOSHIMOTO CO., LTD.）は、BSデジタル放送を行っている吉本興業系列の衛星基幹放送事業者である。
本記事では、前身である株式会社カワイイアン・ティービー（英: Kawaiian TV Co., Ltd.）およびかつて同社が運営していた日本のアイドル専門チャンネルKawaiian TV（カワイイアン・ティービー）についても述べる。

## 概要
2022年（令和4年）3月21日、BSデジタルテレビジョン放送局にて無料チャンネルとして開始した。
吉本興業グループは、全国各地の自治体、地域企業・団体等と密接なネットワークを築き、新たな事業を創り出すとともに、2011年にスタートした47都道府県それぞれに住みます芸人と社員が拠点を置く「あなたの街に住みますプロジェクト」をはじめ、笑いの力で地域の活性化に寄与していくことを目的とした「地方創生」をコンセプトに掲げ、全国各地で活動するYouTuber、映像ディレクター、記者、住民の方々とグループ一同が力を合わせて、地域の魅力やその地方ならではのニュースなど「地域の活性化や課題解決のヒント」となるプログラムを発信、 BSの全国ネット放送網を通じて、番組が新たなビジネスや雇用を生み、ひとつの事業となる「一番組一起業」を目的としたチャンネル作りを目指すとした。
吉本興業としての衛星放送は2008年3月までスカパー!（東経124度・128度CS放送）で放送していた「ヨシモトファンダンゴTV」（運営：株式会社よしもとファンダンゴ）にさかのぼり、それまで地上波再送信の番組や独自制作番組は同じく大阪のCS放送局であるGAORAで放送されていたため、14年越しのお笑い専門エンターテイメントチャンネルとなった。
BSよしもとの番組は「ライブ配信」としてネットでの同時配信を行うが、権利関係の都合上、一部の番組は差し替えられる。また、「見逃し配信」（放送直後から最長2週間配信）と「アーカイブ配信」（見逃し配信期間終了もしくは未対応の番組が対象で、映像が再編集されている場合がある）も行っており、これらの視聴には吉本興業の各サービスで使用する共通IDである「FANY ID」の無料アカウント登録が必要。
同局はリモコンキーIDの設定がないため、視聴の際は電子番組表（EPG）を使用する、チャンネル番号「265」を入力するなどの方法により選局する必要がある（ただし、受信機の設定メニューから手動で選局ボタンを変更でき、未使用のチャンネルまたは未契約の有料チャンネル〔2（NHKBS サブチャンネル）・3（旧・NHK BSプレミアム)・9（WOWOWプライム）〕等のボタンに設定する方法がある）。
開局初期は産経新聞大阪本社版（朝刊）・愛媛新聞・北國新聞（石川県）・富山新聞や西日本新聞など一部の新聞にしか番組表が掲載されなかったが、BSスカパー!が閉局した2022年11月からとNHK BSプレミアムの通常放送（番組表掲載）が終了した2023年12月から多くの新聞で番組表が掲載されるようになった。
自社制作番組のほか、（原則として吉本興業所属タレント出演番組に限定されるが）CATVのコミュニティ放送やローカル局・独立局のローカル番組も多数放送しており当局との共同制作番組もある。2024年（令和6年）1月にはBSJapanextやBS松竹東急との3局共同で特別番組を制作し、同時放送を行った。
スポーツ中継は開局当初から編成されており、BSでは初めて平日に帯番組による競輪中継『競輪LIVE!チャリロトよしもと』を2025年6月まで放送。プロ野球中継『よしもとBASEBALL LIVE』で福岡ソフトバンクホークスと千葉ロッテマリーンズの主催試合を不定期で放送している。2022年7月30日と31日には当局初のゴルフ中継『北陸オープンゴルフトーナメント』を録画で放送。2024年5月12日には『NJKF キックの魂!』と銘打ったキックボクシング大会をダイジェストで放送。
データ放送は開局時から実施していない。日本民間放送連盟および同連盟などが運営する放送倫理・番組向上機構は開局から1年後となる2023年4月1日に準会員として加盟した。衛星放送協会の正会員でもある。

## 沿革
2014年（平成26年）12月1日にKawaiian TVとして開局し、スカパー!プレミアムサービスで放送を開始。「見せすぎアイドルチャンネル」をコンセプトに掲げ、アイドルが出演する番組を24時間放送し、NMB48などのよしもとアール・アンド・シー（現：よしもとミュージック）所属のアイドルグループが中心に番組に出演していた。
また、三秋里歩や高野祐衣などの元NMB48メンバーも多数番組に出演していた。
バラエティ番組に不慣れなアイドルが番組に出演する場合には、よしもとクリエイティブ・エージェンシー（現：吉本興業〈2代目法人〉）所属の芸人がMCとして進行役を務める事が多かった。
株式会社カワイイアン・ティービーの本社が沖縄県にあるため、沖縄と取り組み合った番組などがあった。
2016年（平成28年）12月1日に、スカパー!プレミアムサービスの衛星一般放送事業者がスカパー・ブロードキャスティングからスカパー・エンターテイメントに変更。
2019年（令和元年）11月30日にKawaiian TVとしての放送を終了し、閉局。
運営会社である株式会社カワイイアン・ティービーは、Kawaiian TVの放送が終了する直前の2019年（令和元年）11月に、当初2021年（令和3年）末に予定しているBSデジタル放送新規参入の認可を総務省から受けたことから、2021年（令和3年）に社名（商号）をBSよしもと株式会社に変更。本社も沖縄県那覇市から東京都新宿区を経て、親会社・吉本興業ホールディングス大阪本部がある大阪府大阪市に移転した。
2021年（令和3年）10月29日、BS新チャンネルを2022年（令和4年）3月21日に開局し、チャンネル名称が社名と同じ『BSよしもと』に決定したことを発表した。チャンネル番号は265。当初は視聴料について、一部の番組で有料にするとしていたが、後に全番組無料放送に変更した。
2022年（令和4年）3月9日5時から他のBS新チャンネル2局（BS松竹東急・BSJapanext）と共に試験電波の放送を開始した。
同年3月21日12時に開局。大阪本部と東京都新宿区の吉本興業東京本部、東京都墨田区に新設された「すみだメディアラボ」の各スタジオからの番組を中心に放送していくとしている。また、4月1日より赤間有華、佐竹美希の2名のアナウンサーが採用された。
2023年（令和5年）3月21日、開局1周年を記念して東野幸治がBSよしもとの「宣伝局長」に就任した。
2024年（令和6年）7月1日、6月末をもって佐竹美希アナウンサーが退社した事を発表。
2024年（令和6年）8月1日、赤間有華アナウンサーがBSよしもとへの番組制作協力を行っている株式会社KAMPAIへの移籍を発表。
2025年（令和7年）3月30日から一部の自社制作番組について、在京民放キー局5社が共同運営している動画配信サービス「TVer」への供給を開始した。
現時点でスポットCMは一般的な企業CMは少なく、番宣CMを多めに編成している。高齢者（3層）をターゲットとした番組や、通販番組は、積極的に編成されているBS民放他局と異なり、非常に少ない。
朝の一部番組では時刻表示を行っているが、一部番組では画面左上ではなく右下に表示を行っている。

## 放送番組
放送時間は、2022年10月3日よりJCOM全面停波時を除き、24時間。以前は、原則として平日は5:00 - 翌日2:00（日によって異なっていた）、週末は5:00 - 翌日3:30で、特別編成による終夜放送が行われる場合を除き、原則毎日2 - 4時間程度のメンテナンスタイムが設けられていた。
新聞番組表には「[字]」（字幕放送）、「[再]」（再放送）、「[解]」（解説放送）マークは表記されない。ただしテレビの電子番組表（EPG）には「[字]」（字幕放送）、「[解]」（解説放送）マーク、公式サイトの番組表には「[再]」（再放送）マークについては表記されている。

### 自社制作番組
（★）は、見逃し配信に対応、（◆）はアーカイブ配信に対応した番組であることを示す。これ以外にもBSよしもと公式YouTubeチャンネルなどでアーカイブ配信を行っている場合もある。
| 番組名                                                              | 放送開始       | 放送日時                                                                                  | 備考 |
| ------------------------------------------------------------------- | -------------- | ----------------------------------------------------------------------------------------- | --- |
| おはよう歌謡曲                                                      | 2022年8月1日   | 毎日 5:30 - 6:00 月曜 - 金曜 9:00 - 9:30                                                  | 厳選した歌謡曲をラインナップ。自社制作番組で唯一、大手レコード会社所属のレジェンド歌手が勢ぞろい、吉本芸人はオール巨人、間寛平、吉本新喜劇20's秘蔵っ子のみ。2022年10月3日より平日8:30からも放送。2022年途中よりナンバリングを示す数字が付くようになった。2022年8月の放送開始から同年9月30日までは朝5:00から放送されており、2022年10月3日から朝6:00からの放送に変更され、さらに2024年7月より30分前倒しで放送されるようになった。併せて再放送の放送時間も30分後ろ倒しとなり、最新作の放送も月曜のこの時間帯に初放送するようになった。方言ラップである吉幾三のTSUGARUに関しては、局側で漢字およびルビ付きの歌詞テロップを独自に表示している。 |
| （★）発信Live ジモトノチカラ!                                       | 2024年7月1日   | 月曜 - 木曜 13:00 - 16:00                                                                 | 日本全国のジモトの魅力をたっぷり放送する情報番組。吉本の中堅からベテラン芸人がMCを担当し、サブMCが進行を担当する。その他の出演：都道府県住みます芸人、アジア住みます芸人、日替わりゲスト。月・火曜日は東京のすみだメディアラボ、水・木曜日は大阪のなんばグランド花月から生放送。 |
| ダイアンのガチで!ごめんやす                                         | 2022年4月18日  | 水曜 19:30 - 20:00→木曜 20:30 - 21:00                                                     | 「群馬県（近郊）在住でダイアンに会いたい人」にガチで会いに行く群馬テレビと共同制作のロケバラエティ。MCはダイアン。共同制作局との関係上、TOKYO MX系動画配信サービスの「エムキャス」並びに在京民放テレビ局系動画配信サービスの「TVer」でも配信している。また、開局から2022年9月30日までは平日23時台の番組で唯一、アーカイブ配信に対応していない番組だった。2023年1月より放送時間が月曜 23:00から変更され、同年7月より放送時間が水曜 19:30からに変更。 |
| 巡って発見!ぶらり中国周遊記 シーズン3                               | 2025年7月27日  | 日曜 9:00 - 9:30（月1回）                                                                 | 同年1月に放送を終了した番組の続編。前作まで出演していて同年2月に休養することを発表していた河本準一に代わり徳井義実（チュートリアル)がMCを担当して張怡康（CMG）が出演。ナレーションは浦井のりひろ（男性ブランコ）が担当している。また、これまでのシーズンとは趣向を変えて徳井自身が中国に出向き、その都市を直接取材するスタイルに変更された。なお、結果的にではあるが前2シーズンに出演していた出演者は前シーズンまでリモートで出演していた張を除いて出演しなくなった。 |
| （◆）ブラマヨ小杉の走れ!こすっちょ!                                 | 2022年3月21日  | 火曜 20:30 - 21:00                                                                        | ブラックマヨネーズ小杉が同じく肥満で悩むマネージャー、スタッフを引き連れて、全員でゆる～く痩せることを目的に全国各地をゆる～く走る旅番組。2022年10月より放送時間が月曜 23:30からに変更され、2024年1月より火曜21:00からに変更、同年7月からは火曜19:00からに変更された。テレビ大阪、テレビ愛知、テレビ北海道、福島中央テレビほか、全国の地上波でもネット放送されている。 |
| （◆）笑い飯哲夫のおもしろ社寺めぐり                                 | 2022年3月22日  | 火曜 20:00 - 20:30→水曜 20:30 - 21:00                                                     | 笑い飯哲夫が主に奈良県内の寺社仏閣を訪ね、独自の視点で社寺の魅力を解説する奈良テレビと共同制作のロケバラエティ。2022年10月より放送時間が火曜 23:00から変更され、2024年1月より放送時間のみ21:30から変更され、7月より放送時間のみ再度変更された。 |
| （◆）それゆけ!大宮セブン                                            | 2022年3月23日  | 土曜 23:30 - 24:00 日曜 24:00 - 24:30（土曜深夜）→日曜 23:30 - 24:00                      | 大宮セブンが様々な企画に挑戦するテレビ埼玉（テレ玉）と共同制作のバラエティ番組。BSよしもとでの初回は「特別編エピソード0」を放送し。翌30日の放送からスタート扱い。共同制作局との関係上、在京民放テレビ局系動画配信サービスの「TVer」でも配信している。2023年1月より放送時間が水曜 23:00から変更され、同年7月より日曜 24:00からの再放送が追加された。 |
| （◆）又吉・せきしろのなにもしない散歩                               | 2022年3月23日  | 水曜 19:00 - 19:30→水曜 20:00 - 20:30                                                     | 又吉直樹と自由律俳句人のせきしろが東北の街を散歩し、旅の途中で思いついた自由律俳句を披露していく旅番組。東北ケーブルテレビネットワークとの共同制作番組。2022年10月より放送時間が水曜 23:30から変更され、2023年1月より木曜朝10:00からに変更され、さらに同年7月より木曜19:00からに変更。U-NEXTでも配信が行われている。 |
| （◆）ビスケットブラザーズの行けばわかるさ! 〜三重街道中ひざくりげ〜 | 2022年7月7日   | 土曜 17:00 - 17:30                                                                        | ビスケットブラザーズの2人が三重県の東海道桑名から伊勢神宮までの距離を、台本なしで地元の人達とのふれあいを楽しみながら楽しく歩いて目指す三重テレビ放送と共同制作の旅バラエティ。2023年1月より放送時間が木曜 23:30から変更され、同年7月より日曜 20:30から変更され、2024年7月より放送時間のみ30分前倒しとなる。 |
| Cheeky's Store（チーキーズ ストア）                                 | 2022年3月22日  | 不定期放送（毎日複数回放送）                                                              | 通販番組。同名の通販サイトで取り扱う地域の名産品やお取り寄せ商品を、吉本芸人がプレゼンターとなって笑いを交えて魅力を紹介する。2024年より2〜3分のショートバージョンを放送するようになった。2025年も3月までは引き続き前年とほぼ同様の内容で放送していたが、同年4月よりゆいP（おかずクラブ）ともう中学生のナレーションをメインにしたバージョンに差し替えられた。 |
| Music Video                                                         | 2022年3月22日  | 不定期放送（毎日複数回放送）                                                              | よしもとミュージックなどに所属するアーティストのミュージックビデオ（MV）を放送するフィラー番組。番組中に長時間のインターバルを取る際に放送されることもある。開始初期はチャンネルロゴ表示非表示だったが、現在は表示。 |
| よしもとプレミアムアワー                                            | 2022年3月26日  | 月曜 - 金曜 11:30 - 12:30 18:00 - 19:00 土曜 - 11:00 - 14:00 日曜 - 11:00 - 13:00         | 『よしもと新喜劇』『お笑い花月劇場』『花王名人劇場』を再放送する番組。放送回によってはネットの同時配信に非対応で、『Music Video』に差し替えとなる。開局から2022年10月2日までの放送時間は、土曜 - 日曜 9:00 - 12:00。同年10月3日より土日の放送時間が移動し、平日帯での放送（再放送を含む）を開始。 |
| よしもとコレクション                                                | 2022年4月9日   | 土曜 12:00 - 不定 18:00 - 不定                                                            | よしもと芸人が出演や監督を務める短編映画や、お笑いライブやコントなど、DVD化された映像を厳選して放送する番組。 |
| （◆）ガッツ100%テレビ 〜笑いと愛が企業を救う〜                      | 2022年4月9日   | 土曜 21:30 - 22:00                                                                        | 尾形貴弘（パンサー）、ナダル（コロコロチキチキペッパーズ）とゲスト芸人たちが企業とコラボして魅力をPRし、どんな案件でも面白くすることを目指すバラエティ番組。2023年1月より放送時間が1時間から30分に短縮され、同年7月より放送時間が土曜 17:00から変更され、さらに同年10月より放送曜日はそのままに時間帯のみ21:30からに変更。2022年から2023年まではABEMAとLeminoでも配信されていた。 |
| よしもとMOVIES                                                      | 2022年5月7日   | 土曜 23:00 - 25:00                                                                        | よしもと芸人が出演する映画作品を放送する番組。 |
| （◆）西川家の今日もササっとまんぷくごはん                           | 2022年5月29日  | 日曜 11:25 -11:30                                                                         | 西川かの子が家族みんなが喜ぶ一皿を作る料理番組。彼女が「ジモトノチカラ」で木曜を担当するようになってからは、当番組の見どころを紹介している。 |
| 渚の日立なかよし倶楽部                                              | 2022年7月31日  | 最終日曜 17:30 - 18:00                                                                    | 茨城県日立市を中心にナ酒渚（尼神インター）と友人が仲良しトーク。 |
| （◆）開運リフレッシュバラエティ『自転車でイイとこ行ってみよう!』    | 2022年4月24日  | 隔週日曜 17:00 - 17:30                                                                    | JKAの提供で、よしもと芸人が場外車券売場を目指して、リフレッシュと開運のために自転車でぶらり旅しながら、イイところ（JKAの補助事業先を紹介する番組）。出演する芸人は回によって異なる。第1回はフルーツポンチ。 |
| FANYコレクション                                                    | 2022年4月10日  | 日曜 17:30 - 不定                                                                         | 全国のよしもとの劇場で行われている若手やベテラン芸人によるお笑いライブなどの公演を放送する番組。 |
| （◆）東野ぶらぶらチーキーズ                                         | 2023年7月30日  | 毎月最終週の日曜 22:00 - 23:00                                                            | 東野幸治とゲスト芸人をアテンド役の住みます芸人が案内し、全国各地を街ブラするロケ番組。2023年6月まで放送されていた『チーキーズ チャンネル アワード』が『東野・和牛の全国街ぶらチーキーズ』へリニューアルされ、さらに2024年4月に現在の番組へとリニューアルが図られた。 |
| （◆）Y-Tube大賞                                                     | 2022年10月10日 | 月曜 - 金曜 18:00 - 19:00→月曜 - 金曜 18:30 - 19:30 土曜 27:00 - 28:00 日曜 26:00 - 28:00 | よしもとの人気芸人たちがよしもと芸人のYouTubeチャンネルの中からおもしろ動画を紹介する1時間番組。また、2024年7月からは本放送時のみLeminoの一社提供番組となった。 |
| （◆）西川きよしのコツコツ大冒険!                                    | 2023年7月8日   | 土曜 16:00 - 16:15                                                                        | 西川きよしが全国の魅力を探るべく、各地のインフルエンサーとタッグを組み全国を探訪する旅バラエティ。放送終了後、当番組のアーカイブ動画が西川きよしのYouTubeチャンネルにて公開されている。 |
| （◆）桂文枝の全国の首長さんに逢いたい!                              | 2023年7月8日   | 土曜 16:15 - 16:30                                                                        | 桂文枝が日本全国を旅しながら訪れた各地の首長と対談し、笑いを交えて地域密着情報を掘り下げるトークバラエティ。放送終了後、当番組のアーカイブ動画が桂文枝のYouTubeチャンネルにて公開されている。出演は、六代目桂文枝と月亭八織。 |
| （◆）ロングコートダディのつるつるいっぱい学園                       | 2023年6月11日  | 日曜（月1回） 17:00 - 17:30                                                               | 福井県にある金井学園の生徒や先生たちと吉本興業の芸人が地元福井の地域創生・SDGｓ・教育・産学連携などを一緒に学び全国に発信する青春応援&地域活性プロジェクト。MCは、ロングコートダディ。 |
| （◆）ニコイチ出張〜社員がカメラ、まわしてみました。〜               | 2023年7月8日   | 月曜 20:00 - 20:30                                                                        | 芸人が仕事で出張する様子を担当マネージャーが撮影するドキュメンタリーバラエティ。2024年6月までは毎週土曜12:00 - 12:30の枠で放送されていた。 |
| （◆）東西南北よしもと麻雀リーグ                                     | 2023年7月9日   | 土曜 22:00 - 23:00                                                                        | よしもと芸人を出身地毎に分けて、対局を展開しながらトークを展開する。MC兼解説は、女流雀士の汐宮あまねとプロeスポーツゲーマーのジャパニーズ小池。 |
| （◆）東野山里のインプット                                           | 2023年7月23日  | 毎月第3・第4日曜 23:00 - 23:30→毎月第3・第4月曜 20:30 - 21:00                             | MCの東野幸治と山里亮太に対し、若手芸人が様々なジャンルのコンテンツをプレゼンする番組。収録は吉本興業東京本部にある社員食堂のテーブル席の一角で毎回行われているが、大阪で収録する際はその限りではない。 |
| ライバラ！                                                          | 2023年10月1日  | 日曜(月1) 22：00 - 23：00                                                                 | ライブで盛り上がり、トークやゲームでも盛りあがる新感覚バラエティー番組。公開収録番組となっており、収録は主になんばYES THEATERで行われている。MCのラニーノーズの他、月替わりの複数の女性アイドルグループが出演。 |
| （◆）タカトシ&ライオンの新ゴルフやろうぜ！                          | 2023年10月7日  | 土曜 9:00 - 10:00                                                                         | タカアンドトシと大西ライオンが芸人仲間を連れてゴルフの真剣勝負。強力な助っ人やお笑い担当素人も参戦した爆笑ゴルフ対決バラエティ。かつては『タカトシの新ゴルフやろうぜ！』というタイトルで放送され、2024年5月に現在の番組へとリニューアルが図られた。2024年6月までは土曜20:00-21:00の枠で放送されていた。 |
| World HOMERUN Factory〜目指せ！世界のヒットメーカー〜               | 2023年10月28日 | 土曜(金曜深夜) 24:30 - 25:00→日曜 23:00 - 23:30                                           | 世界で大ヒットする“ホームラン企画”を開発すべく、ロングコートダディとコットンの2組が知恵を絞って体も張る超チャレンジ型バラエティ番組。当番組はAmazon Prime Video、SPOOX、Apple TV+、Lemino等でも配信がされている。 |
| （◆）村上ショージの村上村                                           | 2022年9月3日   | 不定期放送                                                                                | 愛媛県出身の芸人、村上ショージが故郷「大島」に自身の村を作ろうというドキュメンタリータッチのバラエティ番組。テレビ愛媛の番組、『ふるさと絶賛バラエティ いーよ!』内でも不定期放送されている。 |
| よしもとBASEBALL LIVE                                               | 2022年3月25日  | 不定期放送                                                                                | プロ野球中継。ネット同時配信では音声のみを配信。番組初回は同日に開幕戦を迎えた「福岡ソフトバンクホークス」対「北海道日本ハムファイターズ」戦を放送。2023年は交流戦以降を放送した。2024年は「福岡ソフトバンクホークス」対「千葉ロッテマリーンズ」を放送。 |
| （◆）小倉淳の47フォーカス                                           | 2024年7月5日   | 金曜17:00-18:00                                                                           | 地域活性化に奮闘する住みます芸人の活動に密着し、MCの小倉淳やレギュラーコメンテーター、ゲストと地方創生について考える情報番組。2024年6月までキクテレミルラジ265内でレギュラーコーナーとして約30分間放送されていたが、同年7月よりリニューアルされ、1時間番組となり単独番組として放送。 |
| （◆）イシバシハザマのもてなし                                       | 2024年5月11日  | 不定期放送                                                                                | 茅ヶ崎エフエムとの共同制作番組。MCのイシバシハザマがゲストを迎えてトークする茅ヶ崎エフエムの公開生放送（及び公開収録）番組の様子を放送。2024年6月までは土曜11:00-12:00の枠で毎週放送され、同年8月までは日曜18:00-19:00(月2回)の枠で放送されていた。 |
| （◆）第一芸人文芸部 俺の推し本。                                    | 2024年7月7日   | 日曜16:30-17:00                                                                           | 又吉直樹が率いる第一芸人文芸部が仕掛けるブックバラエティ。2024年3月に特番が放送されて好評を博しレギュラー化。この番組は有料イベントを兼ねた方式の収録になっており、東京・下北沢にある本屋 B&Bにて収録が毎回行われている。出演は、村上健志（フルーツポンチ）、ファビアン（あわよくば）、ピストジャム、さすけ（滝音）、小野竜輔（ダイヤモンド）、赤嶺総理。 |
| （◆）あかまヨガスマイル〜全国自撮り旅〜                             | 2024年7月11日  | 木曜 17:30 - 18:00                                                                        | 国際ヨガインストラクター資格を取得したアナウンサー赤間有華が、自撮りスタイルで全国各地へロケをし、全国の住みます芸人や、現地の方々とヨガを通して交流する「ヨガ旅」番組。 |
| （◆）水田信二の注文の多い料理教室                                   | 2024年7月11日  | 木曜 19:00 - 19:30→日曜 21:30 - 22:00                                                     | 元料理人の水田信二が「真のおいしい料理とは何かを教えたい！」という信念のもと、料理について悩みを持ったゲストに厳しくも的確に指導する料理トークバラエティ。水田にとっては和牛解散後初の冠番組となる。 |
| （◆）つまみは紅しょうが 男子〜！宅飲みするからウチ来ぃや〜！        | 2024年7月15日  | 月曜 24:00 - 24:30(月2回)→土曜 23:30 - 24:00                                              | 紅しょうがが毎回素敵な男性ゲストを招き、酒とおつまみと小粋なトークで男性ゲストをおもてなしする宅飲みバラエティ。 |
| （◆）若手創作落語の会～よしもと若手噺家による創作落語バトル！～     | 2024年8月6日   | 火曜 24:00 - 24:30→土曜 10:30 - 11:00                                                     | 上方期待の若手噺家による「若手創作落語の会」から渾身の2本の噺を放送。この番組は有料イベントを兼ねた方式の収録になっており、大阪・天満天神繁昌亭にて収録が毎回行われている。 |
| （◆）ワラケンTV〜笑いと健康プロジェクト〜                           | 2024年8月25日  | 日曜13:00-13:30(月1回)                                                                    | 吉本興業が笑いの力で心身の問題や社会課題の解決を目指す「笑いと健康プロジェクト」の取り組みを紹介する情報番組。出演は野田クリスタル、亀井京子 ほか。 |
| （◆）囲碁将棋のこんなん見るやついる?いなーい」                      | 2025年4月6日   | 日曜 24:00 - 24:30                                                                        | 東京吉本漫才師の先輩後輩として仲の良い囲碁将棋が、劇場の楽屋で様々な企画や遊んでいる様子をただ撮影してそのまま放送する、前代未聞の楽屋ノリの撮って出しバラエティ。2025年2月の放送を最後に吉本をはじめとする「オンラインカジノ騒動」でダイタクがともに警察庁から任意で事情聴取を受けていた為、放送休止となっていたが、2025年4月6日深夜よりタイトルを改題した上で放送を再開した。これにより、ダイタクは正式に番組を降板することになった。ただし、YouTubeは前番組をそのまま引き継いでいる。 |
| 田村淳の夢を叶えるキャンピングカー                                  | 2025年5月10日  | 隔週土曜 20:30 - 21:00                                                                    | MCは田村淳（元ロンドンブーツ1号2号）。 |
| ＃mygoal0615〜10年後、どんな未来にしたい?〜                         | 2025年7月12日  | 隔週土曜 19:00 - 20:00                                                                    | |

#### 野球以外の各種スポーツ中継
| 番組名                             | 放送日時               | 備考 |
| ---------------------------------- | ---------------------- | --- |
| 北陸オープンゴルフトーナメント     | 7月下旬もしくは8月上旬 | 解説：杉本英世、実況：阿部叶、リポーター：長島弘樹(実況の阿部と2023年度の中継リポートを務めた長島はともにBBTアナウンサー) |
| SG第36回全日本選抜オートレース中継 | 2月下旬                | 解説：沢朋之 |

#### 放送を終了・または終了予定、休止中の番組
| 番組名                                                                          | 放送開始                                        | 放送終了                                       | 放送日時                                          | 備考 |
| ------------------------------------------------------------------------------- | ----------------------------------------------- | ---------------------------------------------- | ------------------------------------------------- | --- |
| （◆）蛙亭のワールドワラジャーナル                                               | 2022年3月21日                                   | 2022年4月11日                                  | 月曜 23:00 - 23:30                                | バラエティ番組。MCは蛙亭。 |
| （◆）ニッポンの社長と日本の社長                                                 | 2022年3月24日                                   | 2022年6月30日                                  | 木曜 23:30 - 24:00                                | バラエティ番組。MCはニッポンの社長。 |
| マヂラブのフラチャレ部!!〜SDGsスポーツをやってみよう〜                          | 2022年11月13日                                  | 2023年2月26日                                  | 日曜 8:00 - 8:30                                  | MCはマヂカルラブリー、森英奈 |
| （◆）別冊!CHEF-1グランプリ〜出場者の店全部食べます!                             | 2022年4月10日                                   | 2022年7月31日                                  | 日曜 12:00 - 13:00                                | 全国No.1を決める「CHEF-1グランプリ」に参加する都道府県代表シェフのお店によしもと住みます芸人が突撃し、日常を紹介する番組。朝日放送テレビとの共同制作。 |
| （★）New Style 3.0                                                              | 2022年4月24日                                   | 2022年9月25日                                  | 毎月最終日曜 7:00 - 7:30                          | 様々なサスティナブルなものを紹介する番組。MCはアキナ。出演:木尾モデル、佐久間一行、松浦景子ほか |
| （◆）ファイナルファンタジーXIV パーティーメンバー募集中                         | 2022年7月9日                                    | 2022年9月24日                                  | 土曜 25:00 - 25:30                                | スクウェア・エニックスとの共同制作。なお、最終回直前にはFF14公式Youtubeチャンネルにてそれまでの放送回が一挙配信された。出演は小杉竜一、ゆいP、板倉俊之、高井佳佑（ガーリィレコード）。 |
| IDOL新世界秩序 推しごとシェアリング                                             | 2022年8月13日                                   | 2022年9月24日                                  | 隔週土曜 25:30 - 26:00                            | おかずクラブがMCのバラエティ番組。 |
| （◆）3x3 Soul                                                                   | 2022年5月13日                                   | 2022年10月15日                                 | 隔週土曜 25:30 - 26:00                            | MCは田村裕（麒麟）、進行は井下好井の好井まさお。出演：OWV、現役3x3選手 |
| （★）Cheeky's Cast 1（チーキーズ キャスト）                                     | 2022年3月22日                                   | 2022年9月30日                                  | 月曜 - 金曜 8:00 - 10:00                          | 人気ベテラン芸人と過ごす2時間。全国各地の情報を生放送で伝える情報番組。出演：都道府県住みます芸人 |
| （★）Cheeky's Cast 2                                                            | 2022年3月22日                                   | 2022年9月30日                                  | 月曜 - 金曜 10:00 - 12:00                         | 人気中堅芸人と過ごす2時間。同上。 |
| （◆）Cheeky's Cast 3                                                            | 2022年3月21日                                   | 2022年9月30日                                  | 月曜 - 金曜 24:00 - 25:00                         | 人気若手芸人と過ごす1時間。バラエティ番組。 |
| （★）Cheeky's Jockey                                                            | 2022年3月21日                                   | 2022年9月30日                                  | 月曜 - 金曜 21:00 - 22:00                         | バラエティ番組。よしもと芸人がYouTubeに投稿した中から注目の動画を紹介する。MCは週替わりで、初週はアインシュタイン。なお、2022年10月3日から月曜 - 金曜 7:00 - 8:00 に「傑作選」と題して再放送を行っている（初週の朝の放送のみ「傑作選」を冠さず前週の再放送、24:00 - 25:00 に傑作選を放送）。 |
| （◆）好きなことをやってみよう! ラフ&ピース マザーのじかん                       | 2022年4月2日                                    | 2022年10月1日                                  | 土曜 8:00 - 8:30                                  | 幼児・子ども向け知育サービスサイト「ラフ&ピース マザー」のサービスを紹介する番組。案内人はリロイ太郎。 |
| （◆）フマキッズこども研究所                                                     | 2022年7月3日                                    | 2022年7月17日                                  | 日曜 8:00 - 8:30                                  | フマキラーの一社提供番組。 |
| （◆）ギュッとCheeky's Cast                                                      | 2022年3月27日                                   | 2022年10月2日                                  | 日曜 23:00 - 25:00 毎月最終週は日曜 20:00 - 22:00 | Cheeky's Cast 1・2の1週間の放送内容を2時間にまとめた総集編番組。アーカイブ配信は一部シーンの抜粋のみ。 |
| 滝.ON projecTV                                                                  | 2022年4月9日                                    | 2023年3月11日                                  | 第2土曜 21:30 - 22:00                             | よしもと芸人滝音と、アイドルユニットSO.ON projectによる「発展途上バラエティ」。 |
| （◆）Battle!! SMOKE 〜国語算数理科ダンス 全国民の必須科目です〜                 | 2022年4月23日                                   | 2023年3月25日                                  | 第4土曜 21:30 - 22:00                             | 日本で最もイケてるZ世代ダンサーを決めるダンス音楽番組。ジャンル不問（例：サイファー方式など）の音楽で会場を盛り上げられるかを競い、毎回その回のチャンピオンを決定し、その年の年度末に3月に分けてグランドチャンピオンを決定する。第12回放送分にて『Season 1 fin』とあったことから、番組継続の可能性は示唆されているものの、その後は休止状態が続いている。 |
| 蛙亭のUhh!!まいすたー                                                           | 2023年1月28日                                   | 2023年3月25日                                  | 土曜（月1） 17:30 - 18:00                         | |
| エハラマサヒロのチョキチョキ川場さんぽ〜移住リサーチ〜                          | 2023年2月18日                                   | 2023年3月25日                                  | 土曜 12:54 - 13:00                                | 出演は、エハラマサヒロとチョッキGT5000（群馬県住みます芸人）。 |
| （◆）日本全国なんでも甲子園                                                     | 2022年4月23日                                   | 2023年3月25日                                  | 土曜 20:00 - 21:30                                | 日本全国で行われている「大会」の魅力を届ける番組。MCは田中直樹（ココリコ）、アシスタントは坂本麻子。 |
| お茶とおっさん                                                                  | 2023年1月7日                                    | 2023年6月3日                                   | 土曜 23:15 - 24:00                                | 松本人志（ダウンタウン）と高須光聖、坪田信貴ら、おっさんが喫茶店でお茶する番組。 |
| （★）Cheeky's a GoGo!                                                           | 2022年3月21日（本放送） 2022年10月3日（再放送） | 2023年6月30日（本放送） 2023年7月7日（再放送） | 月曜 - 金曜 13:00 - 17:30 26:00 - 29:30（再放送） | 曜日ごとに日本のエリアを決めておくる生放送の地域情報番組。また、2022年10月3日より放送時間を30分拡大し、さらに24時間放送に移行することに伴い、深夜2時から5時30分までの3時間30分、前週の内容が再放送されている。出演：日替わりMC、赤間有華（BSよしもとアナウンサー）、都道府県住みます芸人 |
| （★）ワシんとこ・ポスト                                                         | 2022年3月21日                                   | 2023年6月30日                                  | 月曜 - 金曜 19:00 - 21:00                         | 全国ニュースでは取り上げられない地方の身近なローカルニュース、特定業界のニュースなどを、コメンテーターや有識者と独自目線のトークで掘り下げるニュースショー番組。MCは元・日テレアナウンサーの小倉淳。 |
| （◆）ギュッとCheeky's a GoGo!                                                   | 2022年3月27日                                   | 2023年6月24日                                  | 土曜 14:30 - 17:00                                | Cheeky's a GoGo!の1週間の放送内容を短時間にまとめた総集編番組。特番編成により休止や時間変更の場合あり。アーカイブ配信は一部シーンの抜粋のみ。2022年10月2日までは土曜日に西日本、日曜日に東日本と分けて放送していた。同年10月8日から最終回にあたる6月24日までは土曜日に一本化されていた。 |
| （★）競輪LIVE!チャリロトよしもと                                                | 2022年3月21日                                   | 2025年6月30日                                  | 月曜 - 金曜 22:00 - 23:00                         | 全国各地のミッドナイト競輪を生放送で伝える競輪中継。2022年4月中頃より見逃し配信に対応。22:45からYouTubeライブで同時配信が開始され、23:00 - 23:45はYouTubeのみで配信される。この部分はYouTube上で期間を定めず見逃し視聴可。これによって、開局から放送していたすべての番組が放送を終了することとなった。とはいえ、他の番組が1年半で放送を終了する中でこの番組は3年半と他の番組よりは息が長かった。 |
| 47ランキンLIVE!                                                                 | 2022年4月10日                                   |                                                | 日曜 13:00 - 14:00                                | 音楽・映画・書籍などさまざまなエンタメをランキング形式で紹介する番組。 |
| 新宿音響ラボ                                                                    | 2022年5月7日                                    | 2023年3月4日                                   | 第1土曜 21:30 - 22:00                             | よしもと芸人の歌ネタ・音ネタを音楽的な視点で取り上げ、有名アーティストとのコラボや番組フェス開催を目標に見据える番組。MCはコットン。 |
| （★）Cheeky's Evening（チーキーズ イブニング）                                  | 2022年10月3日                                   | 2023年6月29日                                  | 月曜 - 木曜 17:30 - 18:00                         | 全国各地の情報を生放送で伝える情報番組 前身番組であるCheeky's Cast 1とは異なり、金曜日には放送されなかった。また、放送時間が2時間から30分に短縮されていた。前述のとおり、司会者に関してはキム兄こと木村祐一の降板を除けば『チーキーズキャスト 1』時代の担当曜日がシャッフルされているのみであった。共通のスタジオを使用していたが、番組内容は曜日によって異なっていた。 |
| CHEF-1コレクション                                                              | 2023年5月6日                                    | 2023年6月24日                                  | 土曜 17:30 - 18:00                                | 朝日放送テレビとの共同制作。情熱を走った若き料理人の登竜門! 「CHEF-1グランプリ 2023」優勝賞金1000万円をかけ40歳未満の若き料理人たちが真剣バトルをするこの大会。 |
| 僕たち、デビューできるかな??                                                    | 2022年4月16日                                   | 2024年3月16日                                  | 第3土曜 21:30 - 22:00                             | 日本初の公開"サバイバル"オーディション番組「PRODUCE 101 JAPAN SEASON2」参加メンバーによるドキュメント番組。MCはグローバーとゆしん。 |
| Cheeky's channel アワード                                                       | 2022年4月24日                                   | 2023年6月25日                                  | 毎月最終週の日曜 22:00 - 23:30                    | 日本中の住みます芸人や地域の人々から『Cheeky's channel』に投稿された動画の中から、毎月のNo.1動画を決定する。MCは東野幸治と和牛。なお、2023年3月の放送は開局1周年特番と重なったこともあり、休止となった。 |
| 発見!中国14億人の食の世界                                                       |                                                 |                                                | 日曜 7:00 - 7:30                                  | バラエティ番組。MCは河本準一（次長課長）、木原実優、解説は中国料理研究家の徐耀華。 |
| 巡って発見!ぶらり中国周遊記                                                     | 2023年7月23日                                   | 2024年1月21日                                  | 日曜 9:00 - 9:30                                  | 上記番組の続編。 |
| 巡って発見!ぶらり中国周遊記 シーズン2                                           | 2024年7月28日                                   | 2025年1月21日                                  | 日曜 9:00 - 9:30                                  | 同年1月に放送を終了した番組の続編。出演は、前作と同様に河本準一、木原実優、木尾モデル、張怡康（CMG）。 |
| 再発見！ みっけばなし                                                           | 2022年10月9日                                   | 2023年9月3日                                   | 日曜 8:30 - 9:00                                  | バラエティ番組。MC兼語り部の田中直樹と鴉天狗のからちゃん（声：はら「ゆにばーす」）が全国各地のみっけばなしを手がける。 |
| （◆）これが未来の新常識! 教えてスタートアップ!                                  | 2023年3月13日                                   | 2024年3月11日                                  | 隔週月曜 21:54 - 22:00                            | 2022年7月に特別番組として放送していたが、MCを変更した上でレギュラー化。特番時は相席スタート（主に山﨑ケイ）がMCであったが、この放送からのメインMCは佐竹美希（BSよしもとアナウンサー）が担当し、佐竹アナウンサーが『キクテレミルラジ265』に移ってからは、ゲスト芸人が担当していた。 |
| （◆）ノブコブ吉村のラブヶ原〜世紀の合コン大合戦〜                               | 2023年4月15日                                   | 2023年9月23日                                  | 土曜 20:30 - 21:00                                | 平成ノブシコブシが吉村崇プロデュースする超刺激的合コンバラエティ。2023年12月から当番組の続編となる「ラブヶ原 合コン大合戦 〜2023 冬の陣〜」がDMM TVで配信されている。 |
| 唄う!昭和レトロ旅                                                               | 2022年10月23日                                  | 2023年9月17日                                  | 毎月第4日曜 22:00 - 23:00                         | 出演は、吉本坂46のMJこと河本準一とエハラマサヒロ。 |
| 理想のカラダへ進学！プロテイン学院                                              | 2023年7月24日                                   | 2023年10月29日                                 | 土曜(9月を除く月1) 19：30 - 20：00                | |
| IBERIs&の愛され声優塾                                                           | 2023年9月20日                                   | 2023年11月23日                                 | 木曜(水曜深夜) 24：30 - 25：00                    | IBERIs&の初冠番組。MCにあたる塾長は、奥田修二(ガクテンソク)。 |
| よしもと中尾班芸人 秋の大運動会〜おじさんおばさん芸人が本気見せますSP〜 (全5回) | 2023年11月3日                                   | 2023年11月30日                                 | 金曜 19：30 - 20：00                              | 吉本興業東京マネジメントの一大勢力である中尾班に所属している中堅・ベテラン芸人総勢80名以上が大集合し、綱引きや騎馬戦、全員リレーなど本気の運動会を開催。 |
| 裏切りマンキーコングのBSゲームスタジオ                                          | 2023年7月7日                                    | 2023年11月30日                                 | 金曜 24:00 - 24:30（木曜深夜）                    | 裏切りマンキーコングのにしざわ学園とゲストが様々なチャレンジに挑戦し、豪華賞品ゲットを目指す番組。同コンビ初の冠番組でもある。2023年6月4日に特別番組として放送され、翌7月からレギュラー化。MCにあたる支配人は、風次。 |
| エンタメ未来戦略（仮）                                                          | 2023年1月7日                                    | 2023年12月22日                                 | 日曜 24:00 - 24:30（土曜深夜）                    | MCは黒沢かずこ（森三中）、増井健仁（WMJエクゼクティブ・チーフプロデューサー）。進行は久代萌美（元フジテレビアナウンサー）。出演は、高嶋直子（ビルボードジャパン編集長）ほか。 |
| 銀シャリの城ドラやらへん？                                                      | 2023年8月8日                                    | 2024年1月23日                                  | 火曜 20：50 - 21：00                              | 銀シャリの(コンビとしての)初冠番組。 |
| Jリーグ旅のススメBON!BON!ボンバー!〜ベガルタ仙台編〜                            | 2024年3月29日                                   | 同上                                           |                                                   | Leminoとの共同制作番組。出演は、りんたろー。（EXIT）、オダウエダ、中澤佑二他。 |
| （◆）Who Am I〜Road To VXer〜                                                   | 2023年11月3日                                   | 2024年5月31日                                  | 金曜 23:00 - 23:30                                | 出演は、鈴木Q太郎（ハイキングウォーキング）他。 |
| シルクのSparkling Jewelry collection                                            | 2022年8月1日                                    |                                                | 時間不定                                          | 通販番組。美容番長ことシルクとライセンスが高品質なジュエリーを紹介する。2022年は30分の放送枠で放送されていたが、それに加え、2023年1月より約5分間のショートバージョンも放送されるようになった。しかし、2024年4月現在はショートバージョンを含めて放送されていない。 |
| （★）キクテレミルラジ265                                                        | 2023年7月3日                                    | 2024年6月28日（本放送） 2024年7月5日（再放送） | 月曜 - 金曜 14:00 - 18:00                         | 吉本の超若手芸人が喋り一本で盛り上げるラジオ的テレビ番組。MCたちが自由な発想でトークを展開するその他の出演：都道府県住みます芸人。また、『Cheeky's a GoGo!』担当だった赤間有華、『ワシんとこ・ポスト』担当だった佐竹美希(この番組終了後に退局)、両アナウンサーが進行を担当する。月・火・金曜日は東京のすみだメディアラボ、水・木曜日は大阪のなんばグランド花月から生放送。なお、この番組内で放送されていた「小倉淳の47フォーカス」のみ放送枠を拡大し、毎週金曜17時から単独番組として引き続き放送されている。              |
| （◆）Singing おしゃべり歌謡喫茶 『うたフレ』                                    | 2023年7月8日                                    | 2025年3月1日                                   | 土曜（月1回） 19:00 - 19:30                       | 2023年4月29日に特別番組として放送され、同年7月からレギュラー化。プロアマ問わず演歌歌手がゲスト出演している。MCは、スパイク、とにかく明るい安村。 |
| （◆）囲碁将棋・ダイタクの「こんなん見るやついねぇって!言うな〜」                | 2023年7月9日                                    | 2025年2月3日                                   | 土曜 21:00 - 21:30→日曜 24:00 - 24:30             | 東京吉本漫才師の先輩後輩として仲の良い囲碁将棋とダイタクが、劇場の楽屋で様々な企画や遊んでいる様子をただ撮影してそのまま放送する、前代未聞の楽屋ノリの撮って出しバラエティ。前述の曜日での放送を最後に吉本をはじめとする「オンラインカジノ騒動」でダイタクがともに警察庁から任意で事情聴取を受けていた為、放送休止となっていたが、2025年4月6日深夜よりタイトルの芸名を『囲碁将棋のみに改題した状態』で放送を再開した。これにより、ダイタクは正式に番組降板となった。ただし、YouTubeについては当番組をそのまま引き継いだ。 |
| トイレの旅                                                                      | 2025年1月12日                                   | 2025年3月30日                                  | 不定期放送                                        | 前年9月末に放送した「ニッポントイレとペーパー学」の事実上の続編。MCは藤本淳史（元田畑藤本）・きりやはるかと田辺智加（ぼる塾）。天の声は前番組に続いて松浦志穂(スパイク)が担当し、新たに浦井のりひろ（男性ブランコ）がナレーションを担当する。また、今回もゴンドラの代表で日本トイレ協会名誉会長でもある小林純子が解説として出演する。 |
| ジュニア、伺う                                                                  | 2022年3月22日                                   | 2025年3月28日                                  | 金曜 19:00 - 19:30                                | 千原ジュニアが全国各地へ「伺い」、一般人とは違った形で人生を謳歌している人たちを隅々まで掘り下げる対談番組。2022年10月より放送時間が火曜 23:30から変更され、2023年7月より放送時間が火曜 23:00から変更。 |
| （◆）レギュラーの全国あるある探検隊                                             | 2022年3月24日                                   | 2025年3月29日                                  | 土曜 16:30 - 17:00                                | レギュラーが全国各地を住みます芸人と一緒にウォーキングをしながら地元のあるあるネタを探す旅バラエティ。2022年10月より放送時間が木曜 23:00から変更され、2023年1月より日曜21:00から変更され、さらに同年7月より土曜16:30からに変更され、2024年7月からは曜日は変わらず、30分後ろ倒しとなった。 |
| （◆）空気階段の●山                                                              | 2022年3月25日                                   | 2025年3月30日                                  | 木曜 12:30 - 13:00                                | 空気階段がメンバーの水川かたまりの地元である岡山県のオススメを紹介する地方創生ロケ番組。「●山」は「岡山」と読む。2023年1月より放送時間が金曜23:30から変更され、同年7月より放送時間が1時間前倒しになり、日曜21:30から変更され、2024年より日曜20:30から変更。 |
| （◆）亜生とナダルがゆる〜く釣り旅やっちゃってる                                 | 2022年3月25日                                   | 2025年3月26日                                  | 水曜 20:30 - 21:00→火曜 20:00 - 20:30             | ミキ亜生、コロコロチキチキペッパーズナダルの釣り好き芸人としても有名で親友2人によるプライベート感覚でおくる仲良し釣り旅。2022年10月より放送時間が金曜 23:00から変更され、2024年7月からは放送時間が水曜20:30からに変更。 |
| （◆）イチゴのタネ〜イクトと木原の芸能界成長日記〜                               | 2024年7月1日                                    | 2025年6月9日                                   | 月曜 24:00 - 24:30(月2回)                         | 若手芸人であるイチゴの2人が地上波のバラエティ番組で活躍できるよう、さまざまな企画にチャレンジするバラエティ番組。 |
| （◆）三遊間の街ロケルーキーズ                                                   | 2024年8月7日                                    | 2025年6月18日                                  | 水曜 24:00 - 24:30(月2回)                         | よしもと漫才劇場所属の三遊間が街に飛び出し、さまざまなシチュエーションに若手芸人らしい体当たりで挑むロケバラエティ。 |
| （◆）全員半人前～MC＆ひな壇全員トーク番組ほぼ未経験者でやってみた～             | 2024年8月14日                                   | 2025年5月28日                                  | 水曜 24:00 - 24:30(月2回)                         | 「いつか地上波ゴールデンのトーク番組でMCをやりたい」と夢見る若手芸人をMCに置き、トーク番組の経験が少ない女性タレントたちが雛壇に座り、実際に30分のトークバラエティを収録する番組。同年6月に特番が放送された後、レギュラー化となった。レギュラー見届け人としてFUJIWARA藤本、ペナルティ・ヒデ、MCは週替わりで吉本の若手芸人が担当し、雛壇には週替わりで女性タレントが3名登場。見届け人の2人は別室でスタジオの一部始終を見守り、MVPの女性タレント1人を選ぶ。かつては後述の通り、特別番組として放送されていた。               |
| （◆）野爆テレビ～ヨシモトファンダンゴTVリバイバル～                             | 2024年7月7日                                    | 2025年7月6日                                   | 日曜 21:00-22:00                                  | 2000年から2008年まで放送していたCSお笑い専門チャンネル「ヨシモトファンダンゴTV」のリバイバルをBSよしもとにて開始。第1弾として、2006年から2008年まで放送されていた野性爆弾の初冠番組『野爆テレビ』のアーカイブを放送。初回は、出演者がアーカイブを観ながら当時を振り返る90分の特別番組が放送された。 |

### 他社制作番組
太字は各地方住みます芸人。
CATVのコミュニティ放送や、ローカル局・独立局のローカル番組を放送。（☆）はネットでの同時配信に対応した番組であることを示す。それ以外は、ネットの同時配信では『Cheeky's Store』または『Music Video』に差し替えとなる。また、一部の番組において、その局の番宣等がある場合はそのテロップにモザイクを入れて対応している。
| 番組名                                                | 放送開始                                     | 放送日時 | 制作局                   | 出演者 |
| ----------------------------------------------------- | -------------------------------------------- | --- | ------------------------ | --- |
| （☆）ウェザーニュースLiVE                             | 2022年7月1日                                 | 毎日 6:30 - 7:00 | ウェザーニューズ         | ウェザーニュースキャスターほか |
| 地域発!ど・ろーかるNEWS                               | 2022年10月3日                                | 月曜 - 金曜 9:00 - 9:30→土曜 9:00 - 9:30→土曜 10:30 - 11:00→土曜 16:30 - 17:00（本放送） 水曜 12:30 - 13:00（再放送） | J:COM                    | 上田一輝（J:COMアナウンサー） 福井瑞規（J:COMアナウンサー） 篠原早紀（J:COMアナウンサー） 宮本夏帆（J:COMアナウンサー） 各地方住みます芸人 各CATVアナウンサー他 |
| 銀シャリ橋本の○○WORLD                                 | 2022年7月1日                                 | 月曜 17:30 - 18:00 | eo光チャンネル           | 橋本直（銀シャリ）/山本量子→川岸ゆか/竹村美緒 |
| （☆）石田靖とぶらりで笑                               | 2022年3月27日（第1期） 2025年7月7日（第2期） | 月曜 19:30 - 20:00 | ZTV                      | 石田靖 |
| （☆）ワクワク!やまが旅                                | 2022年4月30日                                | 土曜 8:30 - 8:45 | テレ玉                   | 本坊元児/水口靖一郎（ソラシド） |
| 華丸・大吉のなんしようと?                             | 2022年8月7日                                 | 金曜 20:00 - 21:00 | テレビ西日本             | 博多華丸・大吉 |
| ミズタのレシピ!                                       | 2024年7月7日                                 | 土曜 19:30 - 20:00→日曜 16:00 - 16:30                                                                                 | 南海放送                 | 水田信二（元和牛）/高野真子（南海放送アナウンサー） |
| かまいたちの掟                                        | 2022年3月22日                                | 月曜 20:30 - 21:00→金曜 22:30 - 23:00 水曜(火曜深夜) 0:00 - 0:30                                                      | さんいん中央テレビ       | 山内健司/濱家隆一（かまいたち） |
| にんげんのGO! 風景印220景RE                           | 2022年10月4日                                | 土曜 8:00 - 8:30 | 山口ケーブルテレビジョン | どさけん |
| ジンギス談!                                           | 2022年3月24日                                | 木曜 19:30 - 20:00→木曜 20:00 - 20:30                                                                                 | 北海道放送               | タカアンドトシ |
| いろはに千鳥                                          | 2022年3月24日                                | 水曜 20:00 - 20:30→金曜 19:30 - 20:00                                                                                 | テレ玉                   | ノブ/大悟（千鳥） |
| ガレッジセール・ゴリのおきなわフチ歩き                | 2022年8月12日                                | 土曜 0:00 - 0:30（金曜深夜）                                                                                          | 琉球放送                 | ゴリ（ガレッジセール） |
| 時の首里彩画 Season5                                  | 2024年9月7日                                 | 土曜 11:55 - 12:00 | 琉球放送                 | |
| CM INDEX                                              | 2022年3月26日                                | 土曜 2:00 - 2:30 日曜 6:00 - 6:30                                                                                     | 東京企画                 | |
| テレビショッピング                                    | 2022年3月22日                                | 月曜 - 金曜 9:30 - 10:00 土曜 5:30 - 6:00 日曜 17:30 - 18:00                                                          |                          | 吉本芸人からはオール阪神も出演。 |
| ショップチャンネル                                    | 2023年1月10日                                | 月曜 - 木曜 23:00 - 24:00 金曜 21:00 - 22:00 土曜・日曜 15:00 - 16:00                                                 | ショップチャンネル       | |
| 鬼奴&RGの歌謡スナック 想ひ出                          | 2023年3月11日（第1期） 2025年7月5日（第2期） | 土曜 20:00 - 20:30（第1期） 土曜 23:00 - 23:30（第2期）                                                               | V☆パラダイス             | 椿鬼奴/レイザーラモンRG |
| ロンブー亮の釣りならまかせろ!                         | 2023年4月9日                                 | 日曜 8:00 - 8:30 | テレ玉                   | 田村亮（元ロンドンブーツ1号2号） 安達勇人 FISH ON!ガールほか |
| オリオンツアーpresents ガレッジセールのオリタラドコ旅 | 2023年7月8日                                 | 土曜 8:45 - 9:00 | チバテレ                 | 川田広樹/ゴリ（ガレッジセール） |
| 向井長田のBSくるま温泉ちゃんねる                      | 2023年6月3日                                 | 土曜 21:00 - 21:30 日曜 7:00 - 7:30                                                                                   | YouTube                  | 向井慧（パンサー） 長田庄平（チョコレートプラネット） |
| くまだまさしのすみキャンライフ                        | 2023年10月7日                                | 土曜 7:30 - 7:45(土曜ながら不定期放送)                                                                                | J:COMすみだ              | くまだまさし |
| これが無いなら来なかった〜又吉直樹の○○〜              | 2024年2月18日                                | 不定期放送(?) | Amazonプライムビデオ     | 又吉直樹 |
| おもてなしグルメ旅 北海道タカトシ編                   | 2024年2月18日                                | | Amazonプライムビデオ     | タカアンドトシ |
| たけだバーベキューとキャンプな休日                    | 2024年10月7日                                | 土曜 20:00 - 20:30 | eo光チャンネル           | たけだバーベキュー |
| 天竺鼠の川原の                                        | 2025年4月6日                                 | 日曜 19:00 - 19:30 | テレ玉                   | 川原克己（天竺鼠） |
| 霜降り明星のあてみなげ                                | 2025年7月4日                                 | 金曜 22:00 - 22:30 | 静岡朝日テレビ           | 霜降り明星 |
| ジモトに乾杯! 居酒屋 礼二                             | 2025年7月5日                                 | 土曜(金曜深夜) 24:00 - 24:30                                                                                          | J:COM関西                | 中川礼二（中川家） 福本愛菜他 |
| 東野・岡村の旅猿24 プライベートでごめんなさい…        | 2025年7月13日                                | 日曜 21:00 - 21:30 | 日本テレビ               | 東野幸治 岡村隆史（ナインティナイン） |

### 放送終了した番組
| 番組名                                                    | 放送開始                | 放送終了                | 放送日時                       | 制作局                    | 出演者                                                                                            |
| --------------------------------------------------------- | ----------------------- | ----------------------- | ------------------------------ | ------------------------- | ------------------------------------------------------------------------------------------------- |
| 妄想バラエティ キャラボーン                               | 2022年4月10日           | 2022年5月1日            | 日曜 17:00 - 17:30             | MBSテレビ                 | よしもと漫才劇場所属芸人/荒川葉月（エルフ）/木尾モデル                                            |
| 末成映薫のおいしおまっせ!@末成亭                          | 2022年3月25日           | 2022年6月3日            | 金曜 7:00 - 7:30               | eo光チャンネル            | 末成映薫/吉田裕（吉本新喜劇）                                                                     |
| ゴエと忠志のDEEP関西                                      | 2022年3月22日           | 2022年6月28日           | 火曜 7:00 - 7:30               | eo光チャンネル            | 浅越ゴエ/西川忠志                                                                                 |
| （☆）ぶらぶらミートくん                                   | 2022年3月26日           | 2022年7月2日            | 土曜 6:00 - 6:30               | ケーブルテレビあなん      | みっとしー/長谷川加奈（セカンドストーリー）                                                       |
| 魚芸人道 ととメシ                                         | 2022年3月28日           | 2022年7月11日           | 月曜 7:00 - 7:30               | 長崎ケーブルメディア      | 長崎亭キヨちゃんぽん                                                                              |
| Outdoor Camping Program シェラカップは基本です!           | 2022年3月23日           | 2022年9月28日           | 水曜 7:00 - 7:30               | 宮崎ケーブルテレビ        | 濱田詩朗/戸波雄輔（嫁恐竜）                                                                       |
| さや香・ラニーノーズ・ネイビーズアフロのバツウケテイナーR | 2022年3月28日           | 2023年6月25日           | 月曜 18:00 - 18:30             | サンテレビ                | 新山土彦/石井誠一（さや香） 須崎貴郁/山田健人（ラニーノーズ） みながわ/はじり（ネイビーズアフロ） |
| アキナのギャルしか勝たん                                  | 2022年3月28日           | 2023年6月26日           | 火曜 25:00 - 25:30（月曜深夜） | MBSテレビ                 | 山名文和/秋山賢太（アキナ） うさたにパイセン                                                      |
| レッツゴー! まちっぷちゃん                                | 2022年10月3日           | 2023年3月27日           | 火曜 25:30 - 26:00（月曜深夜） | iネット飯山               | 河合武俊/北村智（こてつ） 浅井みどり                                                              |
| コロコロチキチキペッパーズのやっべえぞ!                   | 2022年4月14日           | 2022年9月29日           | 第2・5木曜 7:00 - 7:30         | 近鉄ケーブルネットワーク  | ナダル/西野創人（コロコロチキチキペッパーズ）/高見雄登（スーズ）                                  |
| 愛のクイズウォーズ ガンバレプラネット                     | 2022年10月8日           | 2023年3月4日            | 土曜 22:45 - 23:15             | 中京テレビ                | 長田庄平/松尾駿（チョコレートプラネット）/よしこ/まひる（ガンバレルーヤ）                         |
| （☆）ダイドーグループ 日本の祭り                          | 2022年4月1日            | 2023年3月4日            | 金曜 18:00 - 19:00             | 民放各社                  | 吉村作治                                                                                          |
| （☆）時をかけるアメマ!寛平さんぽ                          | 2022年3月26日           | 2023年3月31日           | 金曜 17:30 - 18:00             | TOKAIケーブルネットワーク | 間寛平/富士彦                                                                                     |
| オキタマソラシド♪                                         | 2022年4月7日            | 2022年9月1日            | 第1木曜 7:00 - 7:30            | NCV                       | ソラシド 松田典子                                                                                 |
| NON STYLE井上のバズらせJAPAN                              | 2022年4月10日           | 2023年7月8日            | 土曜 10:30 - 11:00             | リアムプロモーション      | 井上裕介（NON STYLE） もにゅこ/そでこ（もにゅそで）                                               |
| 怪盗スズメとウッチィの今ええですか〜?                     | 2023年3月11日           |                         | 土曜 7:30 - 8:00               | 美祢市有線テレビ          | 怪盗スズメ&ウッチィ                                                                               |
| ミキBASE 〜いいね!で応援〜                                | 2022年3月23日           | 2023年6月25日           | 水曜 18:30 - 19:00             | MBSテレビ                 | 昴生/亜生（ミキ） 高野渚 塩月希依音                                                               |
| ガンバレルーヤの週末移住バラエティ 冠ルーヤ               | 2022年3月23日           | 2025年5月31日           | 土曜 17:30 - 18:00             | 日本海テレビ              | よしこ/まひる（ガンバレルーヤ） 中尾真亜理（日本海テレビアナウンサー）                            |
| 里見まさとのご町内探訪                                    | 2022年3月24日           | 2022年9月22日           | 第4木曜7:00 - 7:30             | 大垣ケーブルテレビ        | 里見まさと（ザ・ぼんち） 金岡志穂 森美紅                                                          |
| ピタペディア                                              | 2022年7月5日            | 2024年8月6日            | 火曜 17:30 - 18:00             | eo光チャンネル            | お兄ちゃん/マイコ（ビタミンS）                                                                    |
| かりんとうとアカシのアカシ                                | 2022年4月21日           | 2022年9月15日           | 第3木曜 7:00 - 7:30            | 明石ケーブルテレビ        | かわばたくん/宮本昌彦（かりんとう） 桂阿か枝                                                      |
| （☆）成田麺道                                             | 2022年7月9日            | 2022年9月24日           | 土曜 6:00 - 6:30               | 成田ケーブルテレビ        | ばっしー/うっほ菅原（もぐもぐピーナッツ）                                                         |
| （☆）京上ル下ル                                           | 2022年7月18日           | 2022年9月26日           | 月曜 7:00 - 7:30               | J:COM                     | 大国麗（爛々）                                                                                    |
| THE SESSION - 時の首里彩画 SEASON3 -                      | 2022年10月15日          | 2023年3月4日            | 土曜 13:55 - 14:00             | 琉球放送                  |                                                                                                   |
| 時の首里彩画 SEASON4                                      | 2023年9月10日           | 2024年4月14日           | 日曜 10:25 - 10:30             | 琉球放送                  |                                                                                                   |
| Cueスタ×富山住みます芸人 富山の良いとこお連れします!      | 2023年4月1日            | 2023年9月2日            | 土曜 19:45 - 20:00             | ケーブルテレビ富山        | 吉田サラダ                                                                                        |
| ニューヨークと蛙亭のキット、くる!!                        | 2022年8月12日           | 2023年10月7日           | 土曜 17:30 - 18:00             | tvk                       | 嶋佐和也/屋敷裕政（ニューヨーク） 中野周平/イワクラ（蛙亭） 根本流風 松本まりか                   |
| 兵庫県住みます芸人モンスーンのあかし歩きますーん          | 2023年10月3日           | 2025年6月25日           | 水曜 17:30 - 18:00(2話連続)    | 明石ケーブルテレビ        | 小山英機/T@TSU（モンスーン）                                                                      |
| Blah!Blah!Blah!銀シャリのハガキ職人全員芸人               | 2024年2月11日           | 2024年2月20日           | 火 - 土曜 2:30 - 5:30          | Lemino                    | 銀シャリ                                                                                          |
| Blah!Blah!Blah!ヨネダにラブ・ソングを…                    | 2024年2月23日           | 2024年3月2日            | 火 - 土曜 2:30 - 5:30          | 同上                      | 誠/愛（ヨネダ2000）                                                                               |
| Blah!Blah!Blah!男ブラめし謎グルメ                         | 2024年3月4日            | 2024年3月6日            | 火 - 土曜 2:30 - 5:30          | 同上                      | 浦井のりひろ/平井まさあき（男性ブランコ）                                                         |
| Blah!Blah!Blah!チュート徳井の週末チェアリング             | 3月7日                  | 3月13日                 | 火 - 土曜 2:30 - 5:30          | 同上                      | 徳井義実（チュートリアル）                                                                        |
| Blah!Blah!Blah!チュート徳井の恋する女のトリセツ           | 3月13日                 | 3月15日                 | 火 - 土曜 2:30 - 5:30          | 同上                      | 徳井義実（チュートリアル）                                                                        |
| おもてなしグルメ旅〜北海道タカトシ編〜                    | 2024年2月24日、25日     | 同上                    | 土曜・日曜 27：00-29：00       | Amazonプライムビデオ      | タカアンドトシ                                                                                    |
| 千原○ニアの○○-1GP                                         | 2024年3月30日(29日深夜) | 2024年3月31日(30日深夜) | 土曜・日曜 25:00 - 25:40       | 同上                      | 千原ジュニア （千原兄弟）                                                                         |
| 野性爆弾のザ・ワールドチャネリングシリーズ                | 2024年3月18日           | 2024年3月28日           | 平日 1:30 -5:00                | 同上                      | くっきー!/ロッシー（野性爆弾）                                                                    |
| 特攻フルスインガー                                        |                         | 2024年3月16日           |                                | 同上                      | 大村朋宏/藤田憲右（トータルテンボス） 吉村崇/徳井健太（平成ノブシコブシ） 大悟/ノブ（千鳥）       |
| ブラマヨ小杉のサウナをつくろう！                          | 2024年3月16日           | 2024年3月17日           | 土曜 - 日曜 2:00 - 5:00        | Lemino                    | 小杉竜一（ブラックマヨネーズ）                                                                    |
| 全力フルスイングOWVり!!シリーズ                           |                         |                         |                                | 同上                      | OWV/ニューヨーク                                                                                  |
| 和牛のA4ランクを召し上がれ!                               | 2022年3月22日           | 2024年5月19日           | 日曜 21:30 - 22:00             | 南海放送                  | 水田信二/川西賢志郎（和牛） 高野真子（南海放送アナウンサー）                                      |
| 全力投球！コットン100％                                   | 2024年8月5日            | 2024年9月9日            | 月曜 20:00 - 20:30             | 広島ホームテレビ          | コットン                                                                                          |
| メンバーの勝手に社歌作ります                              | 2025年2月2日            | 2025年2月16日           | 日曜 19:30 - 20:00             | 広島ホームテレビ          | メンバー 吉岡麗（広島ホームテレビアナウンサー）                                                   |
| let me Know K-POP                                         | 2024年5月5日            | 2024年10月29日          | 火曜 19:00 - 20:00             | Lemino                    | イトゥク（SUPER JUNIOR）/イ・セロム（fromis_9）/キム・ジェファン 各ジャンルのK-POP歌手            |
| クリエイターズ・ファイル GOLD                             | 2025年1月11日           | 2025年1月26日           | 日曜 23:00 - 23:35             | Netflix                   | 秋山竜次(ロバート）                                                                               |
| 浜ちゃんの休日〜マレーシアの旅〜                          | 2025年1月12日           | 2025年2月16日           | 日曜 19:00 - 19:30             | Lemino                    | 浜田雅功(元ダウンタウン)他                                                                        |
| THE MISSION - TOKYO GAME STADIUM -                        | 2025年2月15日           | 2025年3月23日           | 土曜 18:00 - 19:00             | Lemino                    | 今田耕司、INI、EXIT他                                                                             |
| 戦闘車 シーズン2                                          | 2025年2月23日           | 2025年3月30日           | 日曜 19:00 - 19:30             | Amazonプライムビデオ      | 浜田雅功(元ダウンタウン)、矢部浩之(ナインティナイン)他                                            |
| REA(L)OVE                                                 | 2025年2月1日            | 同上                    | 日曜 23:00 - 24:00             | Netflix                   | 田村淳(元ロンドンブーツ1号2号)、矢口真里他                                                        |
| スナックコットン                                          | 2025年6月6日            | 2025年6月20日           | 金曜 19:30 - 20:00             | 広島ホームテレビ          | コットン まつはましん (元フリータイム) やまか わあ 宮﨑拓也 (ワラバランス)                        |

### 特別番組
| 番組名                                                                                           | 放送日時                                  | 備考 |
| ------------------------------------------------------------------------------------------------ | ----------------------------------------- | --- |
| 美祢線12駅物語                                                                                   | 2023年1月22日他                           | アニメーション。声の出演、ウッチィ&怪盗スズメ（いずれも山口県美祢市住みます芸人）。放送後、1月28日に再放送された後は、主に火曜の番組インターバル中に放送されることが多い。なお、これらは各駅ごとに分割でYouTubeにアップロードされている。また、この制作過程が当時放送されていた『Cheeky's a Go! Go!』内の1コーナー、『住みます!やります!頑張ります!』で放送された。 |
| 2025大阪・関西万博に向けて 『WARAI NI NEGAI WOO』                                                | 2023年2月26日他                           | ナレッジキャピタル10周年企画。 |
| IMALUのよ〜りよ〜り奄美さんぽ                                                                    | 2023年3月12日、4月16日                    | 奄美テレビ制作番組。出演は、IMALU。また、レギュラー化を目指して、という意味も兼ねている。 |
| THE SESSION〜琉球古典音楽とアーティストが挑む舞台〜                                              | 2023年3月26日                             | |
| チュートリアル徳井のホームパーティー 西の若手が東京にやってきた!                                 | 2023年5月21日他                           | MCは、徳井義実（チュートリアル）。出演は、紅しょうがとマユリカ。 |
| RG&RYO-Z「ローカルチアーズ」                                                                     | 2023年7月2日他                            | 出演は、RGとRIP SLYMEのRYO-Z。 |
| 洋一TV〜平和ボケの日本に喝!〜                                                                    | 2023年7月9日他                            | 出演は、西森洋一（モンスターエンジン）と髙橋洋一。 |
| 長崎亭キヨちゃんぽんのバリごつか○○ツアー                                                         | 2023年7月23日他                           | 長崎国際テレビ制作協力番組。出演は、長崎亭キヨちゃんぽん。 |
| トータルテンボスのSUSHI★BOYS特番！ハンパねぇ!!別荘DIYとゴルフSP                                  | 2023年9月3日                              | 出演は、トータルテンボス・星名美津紀・二瓶有加他。なお、この企画は以前『Cheeky's a GoGo!』内で『月曜特別企画』として放送していたものでもある。 |
| 東大吉本対話 vol.2〜教育と笑い〜                                                                 | 2023年9月23日                             | 出演は、中邑賢龍(東京大学名誉教授)と石田明(NON STYLE)・久代萌美(フリーアナウンサー)。 |
| ケンコバ＆くっきー!のヴィンテージ王国 BSよしもとSP                                               | 2023年9月30日他                           | フジテレビONEの番組「野性爆弾のヴィンテージ王国」のケンコバ＆くっきー！の英国ロケSPを未公開部分を含めた特別編を放送。出演はケンドーコバヤシ、くっきー！（野性爆弾） |
| 軍団山本キャンプ                                                                                 | 2023年10月15日他                          | キャンプでテントサウナ、BBQ、カレー作り…軍団メンバーが軍団長、極楽とんぼ山本のやりたいことにとにかく応える一泊二日の小旅行。出演は山本圭壱（極楽とんぼ）、遠藤章造（ココリコ）、ワッキー（ペナルティ）、田村淳（ロンドンブーツ1号2号）、庄司智春（品川庄司）ほか |
| ガレッジセール・ゴリの世界のでーじなアート                                                       | 2023年10月28日他                          | 日本ではあまり知られていない世界中のでーじなアート作品を紹介していく。出演は、ゴリと光永。 |
| 映画『OUT』公開記念 アウトなタレコミを大公開！絶品グルメツアー                                   | 2023年11月4日                             | 番組名にもある通り、映画『OUT』公開記念番組。出演は、同作品から主演の倉悠貴・与田祐希（乃木坂46）の他、與那城奨、大平祥生、金城碧海（いずれもJO1）。 |
| 24時間麻雀                                                                                       | 2023年11月5日                             | 粗品（霜降り明星）のYouTubeチャンネルで人気の『24時間麻雀』を6時間分に編集して放送。出演は、粗品とシモリュウ、大東翔生（ダブルヒガシ）。また、この放送があるためか、レギュラー放送している『東西南北よしもと麻雀リーグ』は、この週は休止となる。 |
| ペナルティ・ヒデのすべっちゃいけない芸人ごはん                                                   | 2023年11月12日                            | ヒデ（ペナルティ）自身が原作を務めた漫画『すべっちゃいけない芸人ごはん』の実写版。出演は、ヒデの他、山本圭壱（極楽とんぼ）・チャド・マレーン（チャド・マレーン）・兼光タカシ（プラス・マイナス）。 |
| 竜次と英二 アポなし五十音旅                                                                      | 2023年11月19日                            | テレビ大分制作番組。出演は、秋山竜次(ロバート)と小峠英二(バイきんぐ)。また、ナレーションはKEIKO(globe)が担当している。 |
| 営業-1 グランプリ2023                                                                            | 2023年12月17日                            | 2023年の吉本芸人営業・学園祭の出演回数ランキングTOP10を発表し、吉本営業NO.1芸人を決定する。MCはBSよしもと初出演となるサバンナ高橋茂雄。 営業芸人たちが営業現場で続出するハプニングや信じられないエピソードを披露。総勢32名の最強営業芸人が総出演。放送終了後は同局の公式YouTubeにて完全版が配信されている。 |
| 第1期吉本芸人将棋最強トーナメント                                                                | 2023年12月16日から2024年1月1日(全4回)     | 2024年1月1日は、決勝戦の模様を90分SPとして放送した。MCは、ヤナギブソン(ザ・プラン9)。 |
| タカトシ・遠藤・ライオンのゴルフ王は俺だ!俺だ!!俺だ〜!!! Supported By XXIO                       | 2023年12月30日他                          | 前半4ホールは大西ライオン・遠藤章造の各YouTubeチャンネルで配信し、番組では後半5ホールを放送。天才少女の須藤弥勒の他、青山加織と押尾紗樹両プロがゲストとして参加する。進行は、元NMB48の谷川愛梨と三田麻央。 |
| 囲碁将棋のやりたい5つのこと                                                                      | 2023年12月30日                            | 囲碁将棋が2023年のうちにやりたいことを実現する特番。 |
| 徳島の魅力を大発見 NON STYLE石田明のここちいいツアーin徳島                                       | 2024年1月2日                              | NON STYLE石田明が1泊2日で徳島県の心地いいスポットを巡る、プライベート感満載のゆる旅番組。 |
| 東西南北よしもと麻雀リーグseason1 最強＆最弱プレイヤー決定戦                                     | 2024年1月2日                              | 今回の特番では、レギュラー放送個人成績上位者4名による直接対決で最強プレイヤーが決まる“最強プレイヤー決定戦”と、最弱の麻雀芸人を決める“最弱プレイヤー決定戦”の2本立てを4時間放送。 |
| 坂田利夫師匠へ感謝のメッセージ あ〜りが〜とさ〜ん                                                | 2024年1月5日                              | 当初の予定を変更して、2023年12月29日に死去した坂田利夫追悼番組として3時間半の特番を放送。また、3夜連続特番の一環として21日には本番組の後編部分のみを放送した。 |
| つぼみ大革命のAll tag need！                                                                     | 2024年1月7日                              | つぼみ大革命の初冠特番。 |
| ハイスクールマンザイ(西暦)〜H-1甲子園〜 高校生漫才師No.1決定戦！                                 | 2024年1月13日                             | 出演は、同大会アンバサダーのロングコートダディ他。 |
| 吉本のチャップリン 坂田利夫                                                                      | 2024年1月19日                             | 坂田利夫追悼特番第1夜として放送。 |
| 坂田利夫50周年記念公演アホに感謝であ〜りが〜とさ〜ん！！一挙放送                                 | 2024年1月20日                             | 坂田利夫追悼特番第2夜として放送。 |
| 吉本新喜劇と西川貴教&オリックス・バファローズ                                                    | 2024年1月28日                             | BSJapanext（現・BS10）・BS松竹東急（現・J:COM BS）との共同制作番組。BSJapanextから同局制作番組『西川貴教のバーチャル知事』に出演している西川貴教とBS松竹東急から同局で主催試合を中継しているプロ野球球団・オリックス・バファローズから安達了一、阿部翔太、小木田敦也の3選手がゲスト出演した。また、共同制作局との関係上、在京民放テレビ局系動画配信サービスの「TVer」でも配信を行った。 |
| 47住みます芸人サミット                                                                           | 2024年2月4日                              | キクテレミルラジ265内のコーナー、『小倉淳の47フォーカス』の特別編。 |
| 目指せ2000人！お笑い芸人×Z世代 笑いの力で福井を盛り上げる！                                      | 2024年2月11日                             | 福井テレビ制作番組。同県住みます芸人の飯めしあがれこにおが主催するこにックスまつり開催の舞台裏を放送。MCは、ロングコートダディが務め、ナレーションは翠星チークダンスのちろるが担当した。 |
| 第3回全国高等学校書道パフォーマンスグランプリ                                                    | 2024年2月11日                             | 第3回全国高等学校書道パフォーマンスグランプリ決勝大会。 全国のエリア大会を勝ち抜いた代表校11校と前年度優勝校が千葉県幕張に集結。 |
| 第4回全国高等学校書道パフォーマンスグランプリ                                                    | 2025年2月15日                             | 第4回全国高等学校書道パフォーマンスグランプリ決勝大会。 全国のエリア大会を勝ち抜いた代表校12校と前年度優勝校が千葉県幕張に集結。 |
| 育業対談 「新たな経営課題に挑む」〜働き方改革における育業〜                                      | 2024年3月3日                              | 育業スペシャル第1弾。出演は小池百合子(東京都知事)、山下良則(リコー代表取締役会長)。司会は元TBSアナウンサーの安東弘樹。 |
| 鬼越邦子のいけにえテレビ                                                                         | 2024年3月17日、同年9月8日                 | 鬼越トマホークが山田邦子に若手芸人を紹介し、一緒にお酒を飲んで山田の飲み仲間を探しだすという企画。第一弾ではオダウエダ（小田結希、植田紫帆）、シンクロニシティ（西野諒太郎、よしおか）、おばあちゃん、江戸ベルト（スーパーかつ。、キタムラタクロー）の4組が、第二弾では紅しょうが（稲田美紀、熊元プロレス）、9番街レトロ（京極風斗、なかむら☆しゅん）、ボブのコーラ（とあ、本田たかお）の3組がそれぞれ若手芸人で登場。 |
| ダムの時間 ～丸山ダム＆新丸山ダム～                                                              | 2024年3月20日                             | ダムに精通したダムマイスターとともにお届けする前代未聞のダムが主役のダムバラエティー。出演は、みつはし／ダムマイスター、佳（よっしー）／ダムマイスター、森貴史／岐阜県住みます芸人。 |
| ケンコバ＆くっきー!のヴィンテージ王国 BSよしもとSP パート2                                       | 2024年3月24日他                           | フジテレビONEで放送されている同番組のBSよしもと特別版第2弾。ケンコバとくっきー！が、イノセントアンティークスのオーナー飯塚徹氏を案内人に迎え、聖地ロンドンのヴィンテージを買い漁るロケを敢行。 |
| ダブルヒガシのなんばdeルンバ！                                                                   | 2024年3月25日                             | よしもとSDGsアンバサダーに就任したダブルヒガシが、仲間の芸人たちと共に街にあふれるSDGsの取り組みを見て、体験して、学んでいくロケ番組。 |
| 「育業」をしています〜リアルな時間の過ごし方〜                                                   | 2024年3月30日                             | 育業スペシャル第3弾。出演は川島明(麒麟)、ユージ、横澤夏子。進行は元テレビ朝日アナウンサーで現在はフリーアナウンサーの竹内由恵。 |
| 春のお笑いスペシャル 2024 岡村隆史の花の駐在さん 東京へ行く                                      | 2024年3月30日                             | 東京・IMM THEATERで公演されたナインティナイン・岡村隆史が座長を務める『岡村隆史の花の駐在さん 東京へ行く』を特別番組として放送。 |
| 第一芸人文芸部 俺の推し本。                                                                      | 2024年3月30日                             | 又吉直樹が率いる第一芸人文芸部が仕掛けるブックバラエティ。 6人の本好き芸人が集まり、人に薦めたい「推し本」を、舞台でつちかった話術を駆使してプレゼンしあう。2024年7月からレギュラー放送開始。 |
| 時の首里彩画 THE LIVE                                                                            | 2024年3月31日                             | |
| 華大どんたく～愛と人脈の総力戦これを見たらあなたもタニマチSP～                                   | 2024年3月31日                             | 2024年2月10日に福岡PayPayドームで開催された『博多華丸・大吉 presents 華大どんたくsupportedバイ 洋服の青山』の様子を楽しめる特別番組。 |
| いつもと違う挑戦的企画！よしもと×SHOP CHANNEL                                                    | 2024年4月15日 2024年4月20日               | 「ショップチャンネル」とのコラボ企画として放送され、MCは「おねだりショッピング 芸人の奥様が一週間試してみました！」が藤井隆と横澤夏子が担当し、「深夜のグルメ企画シャニムニ！EAT！」ではヨネダ2000が商品紹介と兼務で担当した。また、「おねだりショッピング」では鬼越トマホークの坂井良多とバンビーノの藤田ユウキの妻が「体験者」としてVTR出演した。 |
| 沖縄国際映画祭 レッドカーペット生中継スペシャル！                                                | 2024年4月21日                             | 『島ぜんぶでおーきな祭 沖縄国際映画祭』のメインイベントとなる、那覇市・国際通りにて盛大に行われるレッドカーペットを現地から生中継する番組。MCは、ガレッジセール、崎山一葉。 |
| NJKF キックの魂！                                                                                | 2024年5月12日他                           | NJKFに加盟したキックボクシング界のレジェンド・武田幸三が初めて本格プロデュースした格闘技の聖地・後楽園ホールでのキックボクシング「東西対抗戦」をダイジェスト放送。 |
| 島ぜんぶでおーきな祭 第16回沖縄国際映画祭 Laugh&Peace LIVE                                       | 2024年5月26日                             | 16年間開催されてきた沖縄国際映画祭の締めくくりとして開催された音楽ライブ「Laugh&Peace LIVE」の模様を放送。 |
| しあわせ漫才大家族                                                                               | 2024年6月16日、10月13日                   | マユリカ（阪本・中谷）、ケビンス（仁木恭平・山口コンボイ）、ビスケットブラザーズ（きん・原田泰雅）による人気急上昇中若手芸人3組のユニット「漫才大家族」の特別番組。第1回放送後、不定期で特別番組が放送される事となった。 |
| 今くるよさんへ感謝のメッセージ 「たくさんの'''どやさ!'''をありがとう」                           | 2024年6月9日（前編）、同年6月16日（後編） | 当初の予定を変更して、同年5月27日に死去した今くるよさんへの追悼メッセージを前後編に分けて放送した。この影響でレギュラー放送している「花王名人劇場」の再放送の第71回から73回が後述の23日を含め、3週連続で休止となった。また、Let Me Know K-POPの第6回は2週延期して同月23日に放送した。 |
| 今いくよ・くるよ「どやさ漫才、永遠（とわ）に・・・」                                             | 2024年6月23日                             | 関西テレビで放送され、かつて同局でも放送していた「花王名人劇場」の中から、貴重な漫才の数々を放送する。後半は、以前よしもとMOVIESで放送していた木村祐一が監督・インタビュアーを務めた「ワレワレハワラワレタイ」の「今いくよ・くるよ」編を紹介。 |
| 全員半人前～MC＆ひな壇全員トーク番組ほぼ未経験者でやってみた～                                   | 2024年6月23日                             | 「いつか地上波ゴールデンのトーク番組でMCをやりたい」と夢見る若手芸人3組と、トーク番組の経験があまりない女性タレント12名が3チームに分かれ、実際に60分のトークバラエティを収録する番組。MCは鬼ぷりん、シンクロニシティ、ゼロカラン。見届け人としてFUJIWARA藤本、ペナルティ・ヒデ、他女性タレント12名。その後、同年8月から翌年5月までレギュラー化。 |
| 営業-1 グランプリ2024 前半戦スペシャル〜最新 吉本営業最前線〜                                    | 2024年6月30日                             | 営業-1グランプリの第2弾。 MCは前回に引き続きサバンナ高橋、東西吉本の営業の猛者約30名が集結。数ある営業のジャンル(企業パーティ、学園祭など)をエキスパート芸人と共に攻略法を紹介。サバンナ八木による最新版吉本営業マニュアルも。今回は「東京」での生き方、芸能界での成功のカギを伝授。また、番組内にて2024年年末に同番組の特番を放送する事が予告発表された。 |
| Warai Mirai Fes 2024〜Road To EXPO 2025〜シリーズ                                                | 2024年6月30日                             | 2025年に開催される大阪・関西万博のテーマでもあるSDGsの達成を目標に開催された『WaraiMiraiFes2024』延べ2万6千人が来場した大盛況の現場を関西の人気芸人が突撃リポートし、SDGsを楽しく学べる番組。出演は、藤崎マーケット、ラフ次元、爛々・萌々。 |
| 亜生とナダルがゆるーく釣り旅やっちゃってる 夏休み特別編!                                         | 2024年7月27日                             | 同局でレギュラー放送している「ゆるーく釣り旅やっちゃってる」の夏休み特別版。レギュラーの二人の他、ゆりやんレトリィバァがゲストとして出演した。 |
| ZiDol特番「the idol」                                                                            | 2024年8月17日                             | アイドルとしての知名度を徐々に伸ばしつつあるZiDolが、本職のお笑い芸人としてのバラエティ番組に挑む1時間番組。 |
| 開校!笑金スクール                                                                                | 2024年8月31日                             | フットボールアワー岩尾が校長兼担任、後藤が副担任となり、お金についての知識を身に付けたい現役高校生やゲストとともに、専門家に分かりやすく教えてもらう情報番組。出演は、フットボールアワー、CRAZY COCO、兼光タカシ、アントニー（マテンロウ）、エルフ、チャンス大城他。 |
| ケンドーコバヤシの世界の前乗り in Thailand                                                       | 2024年9月22日                             | フジテレビONEで放送されている「野性爆弾のヴィンテージ王国」のBSよしもと特別版第3弾。 |
| ニッポントイレとペーパー学                                                                       | 2024年9月29日                             | MC:ランパンプス、天の声:松浦志穂(スパイク)。また、ゴンドラの代表である小林純子がVTR出演した。 |
| ショップチャンネル 日本を見つけよう 広島 美味しいグルメ＆広島旅行をご紹介！                      | 2024年10月10日                            | |
| パチンコ・パチスロ好き大集合！パチトークTV                                                       | 2024年10月18日                            | 同局では初のパチンコ特番。MCは見取り図盛山、パネラーには鈴木もぐら（空気階段）、相席スタート山添、元モーニング娘。の矢口真里、しずるKAƵMA、兎味ペロリナ、ヘンダーソン、エハラマサヒロ、元ピスタチオ伊地知。また、もぐらの相方の水川かたまりが初心者代表として参加する。 |
| ななまがりのパラレルバラエティ                                                                   | 2024年10月26日                            | ななまがり初の冠特番。出演は、ななまがり・アタック西本（ジェラードン）・九条ジョー（レ・ヴァン）他。 |
| 自転車でイイとこ行ってみよう! オートレース生中継 特別編! SG第56回日本選手権オートレース 優勝戦SP | 2024年11月4日                             | MCは、ビスケッティの佐竹正史が担当した。 |
| ゆりやんレトリィバァと静岡競輪〜走る、夢〜                                                       | 2024年11月30日                            | 出演は、ゆりやんレトリィバァ。 |
| ブラマヨ吉田の激アツ☆ボートレース SG第39回グランプリ直前!住之江潜入SP                            | 2024年12月8日                             | MCは吉田敬（ブラックマヨネーズ）が担当し、山添寛(相席スタート)と益田あゆみ、元ボートレーサーの野添貴裕が出演。YouTubeでもアーカイブ配信を実施した。なお、YouTubeではこれとは別に同月16日に『ブラマヨ吉田の激アツ☆ボートレース SG第39回グランプリ勝手に前夜祭! よしもとボートレース芸人全員集合SP』のタイトルで配信を実施した。この配信では大(グランジ)と益田が総合司会を務め、谷川、もういっちょ!とん平(フミ)、よしもと岡山県住みます芸人でもある江西あきよし、同じく静岡県住みます芸人であるいけや賢二などが出演した。なお、吉田は24時からの参加となった。                                                 |
| Laugh＆Peace Live〜音楽×お笑いの祭典〜                                                           | 2024年12月14日                            | 出演はトレンディエンジェル、デラックス×デラックス、エハラマサヒロ他で、イベントの司会はガレッジセールの二人が担当した。 |
| 営業-1 グランプリ2024総決算スペシャル                                                            | 2024年12月14日                            | 営業-1グランプリの第3弾。 MCは引き続きサバンナ高橋。また、2025年3月29日に未公開分を含めた『完全版』を放送した。 |
| 第1期将棋芸人最強トーナメント                                                                    | 2024年12月16日から2025年1月3日            | MCは前回に引き続きヤナギブソン(ザ・プラン9)。今回は吉本芸人だけにとどまらず、事務所の枠を越えて将棋に自信のある芸人が一堂に集結し、対局を行う。解説は谷合廣紀（将棋四段）と佐々木海法（将棋女流初段）。出場者:桐生ザベスト(ブラックメンソール)、てつじ（シャンプーハット）、ふみお(さわやかだいちゅき)、ベストパフォーマンス・ハタ（ブラックメンソール）、前回は不参加だった鈴木もぐら（空気階段)、イズシタ(ソニー・ミュージックアーティスツ)、藤本憲(おミルク)(ケイダッシュステージ)、風戸剛士(グラム)(マセキ芸能社)、加藤歩(元ザブングル)(ワタナベエンターテインメント)、村民代表南川(サンミュージック)。 |
| ふく太郎・ふく子のひらお町でひらがな引いてギャグひらめいた。                                     | 2024年12月17日                            | 出演は、山口県住みます芸人である山口ふく太郎・ふく子。後にレギュラー化した。 |
| 学びの笑学校〜特別授業in周防大島〜                                                               | 2024年12月30日                            | 出演は、エルフ・紅しょうが他。 |
| 矢部清人の漫画旅〜コミックエッセイ執筆物語〜                                                     | 2024年12月30日                            | 出演は、矢部太郎(カラテカ)と清人(バッドボーイズ)。 |
| 発信Live ジモトノチカラ!Presents 全国の首長が熱唱!心に残る『うた自慢まち自慢』 2024              | 2024年12月31日                            | |
| 絶対行きたくなる! 発信Live ジモトノチカラ! 全国のアツいスポット                                  | 2024年12月30日から2025年1月2日            | 「発信Live ジモトノチカラ」の特別編。 |
| くっきー！とプリンセス天功が歩く番組〜大阪与太郎行進曲〜                                         | 2025年1月4日                              | 出演は、くっきー!（野性爆弾）とプリンセス天功。 |
| 『吉本新喜劇 吉田裕座長＆今別府直之の『いしかわ満喫旅』                                          | 2025年2月2日他                            | 出演は、吉田裕（吉本新喜劇座長）と今別府直之 石川県住みます芸人のぶんぶんボウル他。なお、本編放送終了後に『吉本新喜劇』の公式YouTubeチャンネルにて前後編に分けて配信されている。 |
| [[映画『かなさんどー』公開記念！照屋年之監督 ショートフィルム 3時間一挙放送]]                    | 2025年2月8日                              | 照屋年之監督作品の中から、『演じる女』、『NAGISA』、『選ばれた男』、『born、bone、墓音。』、『やんばる キョ！キョ！キョ！』、『ロクな人生』の6作品を一挙に放送する。出演はガレッジセール・ゴリと活動写真弁士で声優でもある片岡一郎。 |
| SDGsどない?TV                                                                                    | 2025年2月22日                             | MCは吉村崇（平成ノブシコブシ）が担当。出演は、今回がBSよしもと初出演となった古舘伊知郎他。 |
| FUJIWARA原西と行く！ふくしま釣りクラブ〜おいしい海の幸が舞う宝の海〜                             | 2025年2月28日                             | 出演は、原西孝幸（FUJIWARA）と藤田ユウキ（バンビーノ）、松下宣夫（デニス）。ナレーションは、福島県住みます芸人のぺんぎんナッツ（いなのこうすけ、中村陽介）が担当する。 |
| 蛙亭・イワクラ&チキンナンゴーのあなたの幸せシェアさせてください〜宮崎県篇〜                      | 2025年3月16日                             | 出演は、イワクラ (蛙亭)と宮崎県住みます芸人のチキンナンゴー。 |
| 麒麟川島軍団で旅に行くならどやさ！〜紫式部が繋いだ3つのゆかりの地〜                              | 2025年3月23日                             | 出演は、川島明 (麒麟)とムーディ勝山他。 |
| マヂカルラブリー村上の本気でカルチャーをラブしてリスペクトする会                                 | 2025年3月30日                             | 出演は村上 (マヂカルラブリー)、畠中悠 (オズワルド)、シンガーソングライターの井上園子。 |
| 第39回GOLDEN DISC AWARDS                                                                         | 2025年4月5日 2025年4月12日                | 同年1月に13年ぶりに日本(みずほPayPayドーム)で開催されたK-POPの祭典を二週に分けて放送。5日にDay 1を、12日にDay 2をそれぞれ放送した。 |
| 映画[『今日の空が一番好き、と言えない僕は』いよいよ公開！ネタバレ厳禁スペシャル                  | 2025年4月23日                             | |
| 人間国宝認定！浪曲師 京山幸枝若 記念公演SP                                                       | 2025年4月26日                             | |
| ごぶごぶフェス2024 2時間SP                                                                       | 2025年5月3日                              | 前年に開催されたごぶごぶフェスの模様を放送した。 |
| 浜田雅功 完全密着 〜ごぶごぶフェス2024 ビハインド・ザ・ストーリー〜                              | 2025年5月4日                              | |
| 今いくよ・くるよ追悼公演 『今日はどやさの日！〜ひな祭りはいくよ・くるよと笑いよし！〜』          | 2025年5月28日                             | 同年3月3日に開催された今いくよ・くるよ追悼公演の様子を放送した。出演は、新旧の新喜劇メンバーの他に親交のあった芸人仲間など。 |
| 東大吉本対話 vol.3〜サメに魅了された二人〜                                                       | 2025年6月8日                              | 出演は、兵藤晋(東京大学教授・同大学海洋研究所所長)と田中直樹(ココリコ)。また、研究室の博士課程に所属する学生3人も参加。 |
| バーサス 野田クリ。                                                                              | 2025年6月21日 (20日深夜)                  | 17LIVEとのコラボ企画。マヂカルラブリー野田自身がプロデュースするスーパー野田ゲーWORLDで対決する。本編終了後はYouTubeのBSよしもと公式チャンネルにて配信されている。MCは野田クリスタル (マヂカルラブリー)が担当。また、アシスタントとしてタレントの本望あやかが担当する他、青木マッチョ(かけおち)と「「吉本若手マッチョ部」のYUTARO及び事前オーディションで選ばれたイチナナライバーが出演した。 |
| 亜生とナダルがゆる〜く釣り旅やっちゃってる 「熊本編 たいぎゃ〜楽しか〜！日帰り弾丸ツアー！」     | 2025年6月29日                             | 同局でかつてレギュラー放送していた「ゆる〜く釣り旅やっちゃってる」の特別編。 |
| 営業-1 グランプリ2025上半期スペシャル                                                            | 2025年7月6日                              | 営業-1グランプリの第4弾。 MCはこれまでと同様にサバンナ高橋。 |
| うさいしきんのマイマップ                                                                         | 2025年7月6日                              | 出演は、きん (ビスケットブラザーズ)・兎 (ロングコードダディ)・石井 (さや香)。 |
| リリーとアートなストリート                                                                       | 2025年7月13日                             | 出演は、リリー (見取り図)と純 (しずる)及びラニーノーズ。また、「アート専門家」として常徳拓が出演する。 |
| 高校野球応援特番 激闘のウラ側、全部見せます!〜記者たちの甲子園ノート〜                           | 2025年7月20日                             | 朝日新聞社協力のもと甲子園歴史館で収録され、MCはブラックマヨネーズの二人と川上千尋（NMB48）が担当。また、解説として同社の高校野球担当記者である稲崎航一と山下弘展が出演し、この大会の2年前のCMキャラクターを担当した宝持沙那が出演した。なお、同年8月31日までの期間限定でYouTubeでの見逃し配信を実施する。 |
| FC東京×吉本興業 お笑いアディショナルタイム                                                       | 2025年8月3日                              | サッカーJ1に所属するクラブ、FC東京とのコラボ番組でサッカー選手と芸人が笑いと勝利を懸けて対決する。MCは橋本直（銀シャリ）が担当し、日下怜奈アナウンサーが進行を担当。また、芸人代表として鰻和弘（銀シャリ）、尾形貴弘（パンサー）、石山タオル（バンビーノ）、ですよ。、兎（ロングコートダディ）、オズワルド、石川（生ファラオ）、マリンボブ、青木マッチョ（かけおち）が出演するほか、男性アイドルグループOCTPATHの高橋わたるが出演。また、森重真人、白井康介、遠藤渓太、岡哲平、佐藤恵允、小林将天各選手がクラブを代表して出演する。                                                                         |
| 戦後80年特番 第一部 あの日の空へ 特攻隊の声を聞く                                                | 2025年8月10日予定                         | タイトルの通り「戦後80年特番」の一環として放送。ワッキーをインタビュアーに迎え、元特攻隊員の鳥谷邦武との対談を実施する。 |
| 戦後80年特番 第二部 舞台「Mother〜特攻の母 鳥濱トメ物語〜」                                      | 2025年8月10日予定                         | 「戦後80年特番」の一環として放送。前半は同年3月に新国立劇場・小劇場で上演された舞台の様子を放送し、番組のラストではワッキーが大刀洗平和記念館を訪問する。 |
| 牛ぺぺ初冠特番 漫才だけでも覚えて帰ってください。                                                | 2025年8月10日予定                         | タイトルの通り牛ぺぺにとってのBSよしもとでの初冠番組で、ゲストとして銀シャリとプリンセス天功を迎えて同コンビのネタを検証する。また、VTRではスマイルのウーイェイよしたか親子が登場し、ネタを検証する。 |

### 特別ドラマ等
ファーストステップシリーズの主演は、2作目までは白石聖が担当し、第3弾では一ノ瀬颯が担当している(2まで主演だった白石は3では特別出演)。また、両作品とも放送終了後は外務省と吉本興業の公式YouTubeにて配信されている。(『青空との約束』に関しては他局を含めて見逃し配信がなかったが、好評だったことから後日吉本興業チャンネルにて本放送と同じく前編・後編に分けて配信されている。なお、同作品にはプロモーションとして味の素冷凍食品株式会社が協力している。)
| 番組名                                           | 放送日時                                  | 備考 |
| ------------------------------------------------ | ----------------------------------------- | --- |
| ファーストステップ〜世界をつなぐ愛のしるし〜     | 2022年3月27日                             | ナビゲーターは、又吉直樹（ピース、作家）。 |
| ファーストステップ2〜世界をつなぐ勇気の言葉〜    | 2023年3月25日                             | ナビゲーターは、前作に続き又吉直樹（ピース、作家）。                                                                                                |
| ファーストステップ3〜世界をつなぐ平和への願い〜  | 2024年3月24日                             | ナビゲーターは、今回も又吉直樹（ピース、作家）。 |
| 青空との約束〜味の素冷凍食品の果てなき挑戦〜     | 2023年9月10日、同17日(前後編に分けて放送) | 主演は、しずちゃん(南海キャンディーズ)。 |
| 不変のアンスリウム                               | 2024年3月2日                              | 短編ドラマ。主演は、川﨑珠莉。 |
| 空の港のありがとう                               | 2025年3月23日                             | 2024年5月30日に公開された短編映画。主演は、清水美砂。                                                                                               |
| 「育業」をはじめるとき。〜大事な時間の過ごし方〜 | 2024年3月10日                             | 育業スペシャル第2弾。主演は、猪塚健太。この作品は既にこどもスマイルムーブメントチャンネルにて公開済みであり、吉本興業チャンネルでも公開されている。 |

### BSよしもと×法務省特番
各番組とも放送終了後は、法務省と吉本興業の公式YouTubeにて配信されている。
| 番組名                                                                        | 放送日時      | 備考 |
| ----------------------------------------------------------------------------- | ------------- | --- |
| 芸人だってツラいよ!トラブっちゃった座談会                                     | 2022年7月17日 | MCは、向井慧（パンサー）。出演芸人は、水田信二(和牛)、村上健志(フルーツポンチ)、松浦志穂(スパイク)、岩橋良昌(元プラス・マイナス)。 |
| 芸人だってツラいよ!トラブっちゃった座談会 オープンキャンパス                  | 2023年8月1日  | 前回に続き、MCは向井慧（パンサー）。出演芸人は、前回から継続で村上健志(フルーツポンチ)、ナダル(コロコロチキチキペッパーズ)、イワクラ(蛙亭)、坂井良多(鬼越トマホーク)。 |
| 芸人だってツラいよ!トラブっちゃった座談会-第3弾- 〜想う、ときには足をとめ。〜 | 2025年1月25日 | これまでと同様にMCは向井慧（パンサー）が担当。一方で出演芸人がこれまでとは一新され、唯一の前回から継続となったナダル(コロコロチキチキペッパーズ)、二度目の出演となった水田信二、いずれも初出演の小田結希(オダウエダ)と安部浩章(タモンズ)。また、今回はゲストとしてサルゴリラと今津俊(法務省保護局観光課 係長)が出演。 |

## アナウンサー

### 在籍歴のあるアナウンサー
※現在、専属のアナウンサーはいません。
- 松田和佳（元静岡朝日テレビ、2024年4月 - ）
- 日下怜奈（元北海道放送、2024年4月 - ）

### かつて専属契約で出演していたアナウンサー
- 赤間有華（元テレビ神奈川、2022年4月 - 2024年7月） ※吉本興業に籍を残しつつ、株式会社KAMPAIに所属。
- 佐竹美希（元テレビ金沢、2022年4月 - 2024年6月） ※退職後は彼女が大学時代に所属していたアドバンス社に再度移籍。

### 同局の特番等に出演経験があるアナウンサー
- 久代萌美（元フジテレビ）
- 安東弘樹（元TBSテレビ）
- 竹内由恵（元テレビ朝日）
- 亀井京子（元テレビ東京）

## マンスリーパワープッシュ
| 4月度  | 「CRY」                  | Tielle                 |
| 5月度  | 「ハルに君、ユビサック」 | チョコレートプラネット |
| 6月度  | 「パンダピラニア」       | 松平健                 |
| 7月度  | 「With」                 | ナオト・インティライミ |
| 8月度  | 「グッバイワールド」     | Klang Ruler            |
| 9月度  | 「Angel's Fake」         | ダズビー               |
| 10月度 | 「渚サイコー!」          | NMB48                  |
| 11月度 | 「スーパーヒーロー」     | つぼみ大革命           |
| 12月度 | 「天才の日曜日」         | ウルトラズ             |

| 1月度  | 「留守番ロック」        | ジュースごくごく倶楽部             |
| 2月度  | 「OCTAVE」              | OCTPATH                            |
| 3月度  | 「春風と麒麟」          | 河口恭吾                           |
| 3月度  | 「桜」                  | 河口恭吾                           |
| 4月度  | 「ヒマワリ」            | 寺西優真                           |
| 5月度  | 「恋をする時」          | 宮沢和史 with TRICERATOPS          |
| 6月度  | 「Dance On Open World」 | DXTEEN                             |
| 7月度  | 「ASOBOZE」             | MyM                                |
| 8月度  | 「FUN」                 | OCTPATH                            |
| 9月度  | 「ダリアマリア」        | ZiDol                              |
| 10月度 | 「本g心g」              | Like a Record round! round! round! |
| 11月度 | 「Shining Star」        | KOJI 1200                          |
| 12月度 | 「Azure Blue」          | ALL iN FAZE                        |

| 1月度 | 「鉄道日本一のうた 2024」 | 鈴川絢子      |
| 2月度 | 「また、会おう」          | THE FRANK VOX |
| 3月度 | 「Dolphin Dance」         | asobi         |
| 4月度 | 「さあ行こうぜっ！」      | つぼみ大革命  |
| 5月度 | 「大人を休もう」          | 河口恭吾      |
| 6月度 | 「DENSETSU」              | つぼみ大革命  |
| 7月度 | 「夜が笑う」              | ZiDol         |
| 8月度 | 「just one promise」      | ソンモ]]      |

## VTuber活動
- 霜月陸斗

声 -
- 早乙女あじゅの

声 -
自称「声優系VTuber」。
- 安曇むぅ

声 -
自称「宇宙人系VTuber」。愛称はむぅちゃん。年齢は自称「10億15歳」。自身のYouTubeアカウントで試合を配信する程、熱狂的なベイスターズファン。

## Kawaiian TV
スカパー!プレミアムサービス、スカパー!プレミアムサービス光、J:COM（スタンダードプラスコース）では全番組を放送。ニコニコチャンネル（Kawaiian TV for ニコニコ）では生放送番組を中心に放送。GYAO!での視聴可能番組は限られている。
放送された番組の大半はスカパー!オンデマンドで視聴可能（スカパー!プレミアムサービス、スカパー!プレミアムサービス光のチャンネル契約者は無料、スカパー!非契約者は有料（アンテナ等のCS視聴環境は必須ではない））。
「ぽくぽく百景もぐもぐ旅」「predia青山玲子のそろそろ寝ないと」「生配信!恐怖!怪談肝試しクッキング」などの番組はひかりTV、dTVチャンネルでのみ視聴可。ひかりTVは番組表もスカパーなどとは別になる（生放送は基本的に同じ、ひかりTVとdTVチャンネルは同一編成）。

### 生放送番組（東京スタジオ）
東京のスタジオから生放送されている番組。
4K撮影機材が導入されており、ひかりTVのチャンネル「Kawaiian for ひかりTV4K」では4K画質放送が行われている。
ひかりTVでは番組終了後に「（番組名） plus」として30分の延長放送が行われている番組もある。
出演者の年齢と放送時間の兼ね合いで起こる出演制限を回避するため、事前収録して放送している番組もある。
| 放送日     | 番組名                                                            | 出演者                                                          | 備考 |
| ---------- | ----------------------------------------------------------------- | --------------------------------------------------------------- | --- |
| 隔週月曜   | PASSPO☆航空!じぇっTV                                              | PASSPO☆                                                         | |
| 隔週火曜   | 天竺鼠のNAMBAかっ!                                                | 天竺鼠、NMB48                                                   | |
| 隔週火曜   | 石井一久・稲村亜美の「女神スポーツ」                              | 石井一久、稲村亜美                                              | |
| 月1回火曜  | 月刊 アニ愛でるTV!                                                | 井尻晏菜（NMB48）、三田麻央（NMB48）                            | 2017年5月18日までは「Kawaiian TV 二次元同好会」という番組名。 ひかりTVとdTVチャンネルのみ30分延長放送あり。   |
| 隔週水曜   | IDOL アカデミー（K・U・T ）ノ爆                                   | キクチウソツカナイ。 高野祐衣、 一ノ瀬文香                      | |
| 隔週水曜   | 〜夢アド可鈴の深掘り情報番組!?〜 YUMEステーション                 | 荻野可鈴（夢みるアドレセンス）、 ケンドーコバヤシ、相席スタート | |
| 隔週水曜   | Jewel BOX                                                         | Jewel                                                           | 事前収録 |
| 毎週木曜   | 枚方ちゅんねる                                                    | 小笠原茉由、好井まさお（井下好井）                              | ニコニコチャンネルでは「小笠原茉由のまーちゅんチャンネル」のみでの放送 （Kawaiian TV for ニコニコでは未放送） |
| 隔週木曜   | マジカル・パンチラインのマジカルテレビ                            | マジカル・パンチライン                                          | 事前収録 |
| 隔週金曜   | コロムビアアイドル育成バラエティ 〜Label The Garden ☆ Story〜     | Label The Garden                                                | |
| 毎週金曜   | モデルプレスナイト                                                | （主にグラビアアイドル）                                        | ひかりTV、dTVチャンネルでのみ視聴可                                                                           |
| 隔週金曜   | 待機!無理スカポリス                                               | さとう珠緒、大原かおり、来栖あつこ                              | |
| 隔週土曜   | えりぬきアイドルがその場で調べる ニュースの結論（略して）バラ売り | 田村淳（ロンドンブーツ1号2号）                                  | FRESH!でも視聴可                                                                                              |
| 不定期放送 | 声優☆養成所 サタラ〜ナ!                                           | 三澤紗千香、向清太朗（天津）                                    | |

### 生放送番組（東京スタジオ以外）
東京スタジオ以外の番組は4K撮影機材が導入されていないため、 ひかりTVのチャンネル「Kawaiian for ひかりTV4K」でもHD画質と同等になる。
大阪「YES THEATER」からの公開生放送番組では有料での番組観覧が行われている。
| 放送日      | 番組名                                                 | 出演者                                               | 備考                                           |
| ----------- | ------------------------------------------------------ | ---------------------------------------------------- | ---------------------------------------------- |
| 隔週木曜    | 夕方NMB48（You Gotta NMB48）                           | NMB48、見取り図                                      | YES THEATERから公開生放送 NMB48は各回6名が出演 |
| 不定期放送  | 夜方NMB48（You'll got NMB48）                          | NMB48                                                | 夕方NMB48放送日の夜に不定期放送                |
| 隔週月曜    | AKB48チーム8のKANSAI白書 こっそりナンバーワン宣言やで! | AKB48 チーム8 関西エリア代表メンバー                 | 事前収録 東京スタジオで収録される回もある      |
| 隔週金曜    | 大阪☆春夏秋冬≪カタヤブリ≫                              | 大阪☆春夏秋冬                                        | 一部の回はYES THEATERから公開生放送            |
| 不定期放送  | SO.ON projectのREAL SOUL!                              | SO.ON project                                        | 一部の回はYES THEATERから公開生放送            |
| 月1回月曜   | KANSAI IDOL LEAGUE                                     | KissBeeWESTほか、 学天即（放送当時。現ガクテンソク） | YES THEATERから公開生放送                      |
| 毎月第4月曜 | TSUBOMIX                                               | つぼみ（放送当時。のちのつぼみ大革命）               |                                                |

### 事前収録番組
ニコニコチャンネルでは一部番組のみ放送。ひかりTVではオリジナル番組もあるが、放送が行われていない番組もある。
| 放送日                      | 番組名                                                        | 出演者                                        | 視聴可否        | 視聴可否               | 視聴可否            | 備考 |
| 放送日                      | 番組名                                                        | 出演者                                        | スカパー! J:COM | ひかりTV dTVチャンネル | ニコニコ チャンネル | 備考 |
| --------------------------- | ------------------------------------------------------------- | --------------------------------------------- | --------------- | ---------------------- | ------------------- | --- |
| 隔週水曜                    | でかせぎ YNN NMB48 CHANNEL                                    | NMB48                                         | ○               |                        | ×                   | 詳細は後述 |
| 毎週水・金曜 （月11回程度） | NMB48 劇場公演                                                | NMB48                                         | ○               | ○                      | ×                   | 詳細は後述 |
| 月1回日曜                   | NMB48研究生密着2017 〜新たなる戦いの軌跡〜                    | NMB48（5期生）                                | ○               |                        | ○                   | ニコニコチャンネルでも放送。 YouTube公式チャンネルでダイジェスト版を公開。 「NMB48 5期生密着 2016夏〜ここから戦いは始まった〜」の続編。 |
| 毎週金曜                    | ぽくぽく百景もぐもぐ旅                                        | NMB48                                         | ×               | ○                      | ×                   | ひかりTV、dTVチャンネルでのみ視聴可、各回2名が出演。                                                                                    |
| 毎週土曜                    | NO編集バラエティー ありのままのアイドル2（事情）              | アップアップガールズ（仮）                    | ×               | ○                      | ×                   | ひかりTV、dTVチャンネルでのみ視聴可、各回3名が出演。                                                                                    |
| 毎週土曜                    | 田中・ねむの「ひらめけ!デンキッキ」                           | 田中直樹（ココリコ） 夢眠ねむ（でんぱ組.inc） |                 |                        |                     | |
| 毎週日曜                    | おとな三秋                                                    | 三秋里歩                                      | ○               | ○                      | ×                   | |
| 隔週火曜                    | 板尾壇（談）                                                  | 板尾創路、壇蜜                                |                 |                        |                     | |
| 隔週水曜                    | だんだんチュドーン!                                           |                                               |                 |                        |                     | |
| 毎週日曜                    | みゅーじさん 〜AFRAとfumikaとRG!?と〜                         | AFRA、fumika、RG                              |                 |                        |                     | |
| 月1回放送 （第3火曜日）     | 北海道アイドル日記 〜Idol be Ambitious アイドルよ大志を抱け〜 | Girls, Be Ambitious.                          | ○               | ×                      | ×                   | |
| 月1回金曜                   | ちゅらKawaiian                                                |                                               | ○               | ○                      | ×                   | 沖縄で番組収録 |
| 隔週月曜                    | 名古屋のアイドルさがし idolやっとる〜ん                       | 柳田絵美花、伊藤麗                            |                 |                        | ×                   | |
| 毎週火曜                    | 妄キャリのアジアでアイドルやっチャイナ                        | 妄想キャリブレーション                        |                 |                        | ×                   | |
| 不定期放送                  | 26時のマスカレイド 「踊れマスカ?TV」                          | 26時のマスカレイド                            |                 |                        |                     | |
| 月1回金曜                   | 大谷ノブ彦 あなたの好きを聞かせて                             | 大谷ノブ彦、酒井瞳                            | ○               | ○                      | ○                   | |
| 不定期放送                  | （アイドルライブ）                                            |                                               |                 |                        |                     | 「Showcase LIVE by Showtitle」「お出かけKawaiian LIVE」 「アイドル新・三都物語」などの主にKawaiian TV主催ライブの模様を放送。           |
| 随時放送                    | オシオシグルグル                                              | -                                             |                 |                        | ×                   | MVを放送。 |

下記の2番組はニコニコチャンネルでは放送されていない。スカパー!オンデマンドの見逃し配信では視聴可能（テレビ放送と比較すると画質はやや劣る）。

#### でかせぎ YNN NMB48 CHANNEL
YNN NMB48 CHANNEL で公開された一部の番組を約半年遅れで放送。
初回は生放送の特番「第2回ドリアン料理をつくろうGALAXY」が放送された（NMB48 12thシングル発売記念、3メディア連動企画「YNN GALAXY」の一部として放送。同日ニコニコ生放送では「第1回ドリアン料理をつくろうGALAXY」、YNN NMB48 CHANNEL では『YNN GALAXY「寿司パーティーGALAXY」』が配信された）。
第2回以降は YNN NMB48 CHANNEL で配信されている、メンバー4人でロケを行う「メンバープレゼンツ」企画が放送されている。
| 「でかせぎ YNN NMB48 CHANNEL」 放送日程 | 「でかせぎ YNN NMB48 CHANNEL」 放送日程 | 「でかせぎ YNN NMB48 CHANNEL」 放送日程          | 「でかせぎ YNN NMB48 CHANNEL」 放送日程                               | 「でかせぎ YNN NMB48 CHANNEL」 放送日程 | 「でかせぎ YNN NMB48 CHANNEL」 放送日程              |
| 回                                      | 放送日                                  | サブタイトル                                     | 出演メンバー                                                          | YNN公開日                               | 備考                                                 |
| --------------------------------------- | --------------------------------------- | ------------------------------------------------ | --------------------------------------------------------------------- | --------------------------------------- | ---------------------------------------------------- |
| 1                                       | 2015年7月15日                           | 第2回ドリアン料理をつくろうGALAXY                | 須藤凜々花、山本彩ほか                                                | -                                       |                                                      |
| 2・3                                    | 2015年7月29日                           | 市川美織プレゼンツ「つ・く・る」                 | 市川美織、三田麻央、矢倉楓子、山尾梨奈                                | 2014年7月11日                           | レモンにこだわる市川美織                             |
| SP                                      | 2015年8月18日                           | でかせぎYNN KawaiianGALAXY交流会 3時間生放送SP   | 三田麻央、矢倉楓子、須藤凜々花、古賀成美 川上礼奈、木下百花、岸野里香 | -                                       |                                                      |
| 4・5                                    | 2015年8月26日                           | 近藤里奈プレゼンツ「アメリカに行きたい」         | 近藤里奈、門脇佳奈子、岸野里香、三田麻央                              | 2014年8月15日                           | NMB48チャンネル in グアム 逆バンジーで壊れる三田麻央 |
| 6・7                                    | 2015年9月30日                           | 河野早紀プレゼンツ「何でもやります!」            | 上西恵、石塚朱莉、武井紗良、河野早紀                                  | 2014年9月26日                           |                                                      |
| 8・9                                    | 2015年10月28日                          | 久代梨奈プレゼンツ「ハイテンションで行こう!」    | 久代梨奈、内木志、渋谷凪咲、山田菜々                                  | 2014年10月31日                          |                                                      |
| 10・11                                  | 2015年11月25日                          | 太田夢莉プレゼンツ「夢に向かってGO!GO!」         | 太田夢莉、吉田朱里、須藤凜々花、山内つばさ                            | 2014年11月28日                          | 多くの子犬に囲まれて大はしゃぎする太田夢莉           |
| 12・13                                  | 2015年12月23日                          | 薮下柊プレゼンツ「元気に声出していこーぜ!」      | 薮下柊、大段舞依、中野麗来、磯佳奈江                                  | 2015年1月9日                            |                                                      |
| 14・15                                  | 2016年1月27日                           | 林萌々香プレゼンツ「ハチャメチャで行こう」       | 林萌々香、矢倉楓子、谷川愛梨、城恵理子                                | 2015年2月13日                           |                                                      |
| 16・17                                  | 2016年2月24日                           | 山田菜々プレゼンツ「そうだ、白浜へ行こう」       | 川上礼奈、沖田彩華、三田麻央、山田菜々                                | 2015年3月6日                            | 山田菜々卒業記念慰安旅行 in 白浜                     |
| 18・19                                  | 2016年3月30日                           | 藤江れいなプレゼンツ「ガチで楽しんじゃいなよ」   | 植田碧麗、久代梨奈、藤江れいな、村瀬紗英                              | 2015年4月24日                           |                                                      |
| 20・21                                  | 2016年4月27日                           | 須藤凜々花プレゼンツ「先輩!遊びましょう」        | 須藤凜々花、明石奈津子、古賀成美、西村愛華                            | 2015年6月5日                            | 「しい茸ランドかさや」のダジャレを連発する須藤凜々花 |
| 22・23                                  | 2016年5月25日                           | YNNプレゼンツ「バリバリ弾丸ツアー」              | 矢倉楓子、林萌々香、薮下柊、太田夢莉                                  | 2015年7月12日                           | バリ島ロケ                                           |
| 24・25                                  | 2016年6月29日                           | 石塚朱莉プレゼンツ「おもろい感じでいきましょう」 | 石塚朱莉、井尻晏菜、松岡知穂、植村梓                                  | 2015年8月14日                           |                                                      |
| 26・27                                  | 2016年7月27日                           | 白間美瑠プレゼンツ「ルンルン気分でLet's Go!」    | 白間美瑠、山口夕輝、古賀成美、西澤瑠莉奈                              | 2015年9月18日                           | 標準語の演技に苦戦する白間美瑠                       |
| 28・29                                  | 2016年8月31日                           | 加藤夕夏プレゼンツ「うかうかしとったら遊ぶで〜」 | 加藤夕夏、石田優美、森田彩花、木下百花                                | 2015年10月31日                          |                                                      |
| 30・31                                  | 2016年9月28日                           | 木下百花プレゼンツ「大阪下町グルメツアー」       | 木下百花、村瀬紗英、植村梓                                            | 2015年12月18日                          |                                                      |
| 32・33・34                              | 2016年10月26日                          | 古賀成美プレゼンツ「姉さんありがとう」           | 古賀成美、岸野里香、門脇佳奈子、小谷里歩                              | 2016年1月15日                           |                                                      |
| 35・36                                  | 2016年12月7日                           | 武井紗良プレゼンツ「極める」                     | 武井紗良、石塚朱莉、久代梨奈、松村芽久未                              | 2016年3月4日                            |                                                      |

#### NMB48 劇場公演
DMM.com内のNMB48 LIVE!! ON DEMANDで配信されたNMB48劇場での一部の公演を約1年半遅れで放送。
放送開始当初は画質が良くないことが多かったが、後に改善されており、ハイビジョン放送に見合った画質で放送されている。
また当初は公演時間に関わらず放送枠は2時間であったため、公演時間が2時間を超える場合は最後まで放送されない事もあったが、第201回（2015年4月9日公演）以降放送枠を2時間半に拡大する対応が行われている。
ひかりTVの放送スケジュールはスカパー!などとは別になっている。

##### 放送日程
2014年12月1日のKawaiian TV開局日に第1回（2015年4月9日公演）が放送。以降2015年7月31日放送の第116回（2014年3月12日公演）までは公演日をさかのぼる形で放送。2015年8月1日放送の第117回（2014年11月2日公演）からは公演日順に放送が行われており、2016年5月14日放送の第116回（2015年4月16日公演）の時点で約1年1か月遅れの放送となっている。

##### 放送された公演の種類
日付の頭に☆があるものは初日公演もしくは千秋楽公演が放送。
| 放送された公演の種類 | 放送された公演の種類   | 放送された公演の種類    | 放送された公演の種類    | 放送された公演の種類 |
| チーム               | 公演名                 | 放送された 最初の公演日 | 放送された 最後の公演日 | 備考                 |
| -------------------- | ---------------------- | ----------------------- | ----------------------- | -------------------- |
| N                    | ここにだって天使はいる | 2014年3月16日           | （継続中）              | 多数放送。           |
| M                    | アイドルの夜明け       | 2014年3月12日           | 2014年4月7日            | 4回放送。            |
| M                    | RESET                  | ☆2014年5月2日           | （継続中）              | 多数放送。           |
| BII                  | ただいま 恋愛中        | 2014年3月17日           | ☆2014年4月15日          | 7回放送。            |
| BII                  | 逆上がり               | ☆2014年4月22日          | （継続中）              | 多数放送。           |
| 研究生               | 青春ガールズ           | 2014年4月9日            | 2014年9月26日           | 15回放送。           |
| 研究生               | 想像の詩人             | 2014年11月25日          | ☆2015年3月18日          | 12回放送。           |

##### 放送された主な公演
放送回にリンクがあるものはへスカパー!オンデマンドの見逃し配信へのリンクとなっている。
| 放送された主な公演 | 放送された主な公演 | 放送された主な公演 | 放送された主な公演               |
| 公演日             | 放送回             | チーム             | 備考                             |
| ------------------ | ------------------ | ------------------ | -------------------------------- |
| 2014年6月22日      | 69                 | N                  | 須藤凜々花公演初出演             |
| 2015年4月3日       | 198                | M                  | 山田菜々卒業公演                 |
| 2015年5月22日      | 228                | BII                | 高柳明音最終出演（兼任解除の為） |
| 2015年6月11日      | 238                | BII                | 照井穂乃佳卒業発表               |
| 2015年6月30日      | 256                | BII                | 照井穂乃佳卒業公演               |
| 2015年7月31日      | 281                | M                  | ドラフト2期生前座初出演          |

### 閉局以前に終了した主な番組
放送が終了した主な番組。閉局までスカパー!オンデマンドの見逃し配信で視聴可能だった（2019年12月以降は不明）。
| 閉局以前に終了した主な番組                       | 閉局以前に終了した主な番組              | 閉局以前に終了した主な番組 | 閉局以前に終了した主な番組 | 閉局以前に終了した主な番組 | 閉局以前に終了した主な番組                                  |
| 番組名                                           | 出演者                                  | 番組開始日                 | 番組終了日                 | 放送回数                   | 備考                                                        |
| ------------------------------------------------ | --------------------------------------- | -------------------------- | -------------------------- | -------------------------- | ----------------------------------------------------------- |
| Kawaiian くらびぃー!                             | NMB48ほか                               | 2014年12月2日              | 2015年5月26日              | 120                        | 月曜日から金曜日の帯番組 各曜日ごとに出演グループが変わる。 |
| NMB48のくらびぃー!                               | NMB48                                   | 2015年6月2日               | 2015年6月30日              | 5                          | 「NMB48のやったんでぃ チューズディ」を参照。                |
| NMB48がとにかく1時間費やすTV                     | NMB48                                   | 2015年7月7日               | 2015年9月22日              | 7                          | 「NMB48のやったんでぃ チューズディ」を参照。                |
| NMB48のやったんでぃ チューズディ                 | NMB48                                   | 2015年10月8日              | 2017年11月28日             | 57                         |                                                             |
| NMB48 アイドルらしくない!!                       | NMB48                                   | 2014年12月9日              | 2015年6月30日              | 30                         |                                                             |
| NMB48山本彩の、レギュラーとれてもうた!           | 山本彩（NMB48）、ハリセンボン           | 2015年7月7日               | 2016年4月24日              | 42                         |                                                             |
| アイドリーーーム!!                               | 山田菜々、三秋里歩                      | 2015年2月1日               | 2016年9月25日              | 87                         |                                                             |
| 夢みるアドレセンスぐんぐんバラエティ!「YUMETV!」 | 夢みるアドレセンス                      | 2015年10月7日              | 2016年8月24日              | 20                         |                                                             |
| どる☆えれの君に○○やらせたい!                     | Doll☆Elements                           | 2015年7月16日              | 2016年12月29日             | 38                         |                                                             |
| ベイビーレイズJAPAN SHOUT THE IDOROCK!!          | ベイビーレイズJAPAN                     | 2015年7月21日              | 2017年4月25日              | 45                         |                                                             |
| Kawa10カクモク                                   | （回ごとに異なる）                      | 2016年4月14日              | 2017年7月27日              | 21                         |                                                             |
| お宝発掘!?キラキラダイヤ                         | 矢倉楓子（NMB48）、EON（大阪☆春夏秋冬） | 2016年11月4日              | 2017年3月24日              | 9                          |                                                             |

### サービスごとの違い
当放送では多数のサービスで放送が行われていた。サービスごとに放送されている番組や月額料金が大きく異なっていたため、下表に違いを記載。
| サービスごとの違い                        | サービスごとの違い                        | サービスごとの違い    | サービスごとの違い                                       | サービスごとの違い | サービスごとの違い | サービスごとの違い                | サービスごとの違い                | サービスごとの違い                                                                                    |
| サービス名                                | サービス名                                | 種別                  | 必要機器                                                 | リアルタイム視聴   | リアルタイム視聴   | 見逃し視聴                        | 見逃し視聴                        | 備考                                                                                                  |
| サービス名                                | サービス名                                | 種別                  | 必要機器                                                 | 生放送 番組        | 事前収録 番組      | 一週間 以内                       | 一週間 以降                       | 備考                                                                                                  |
| ----------------------------------------- | ----------------------------------------- | --------------------- | -------------------------------------------------------- | ------------------ | ------------------ | --------------------------------- | --------------------------------- | --- |
| スカパー!プレミアムサービス               | スカパー!プレミアムサービス               | （従来の） テレビ放送 | CS対応アンテナと専用チューナー                           | ○                  | ○                  | △ （レコーダーでの録画、 再放送） | △ （レコーダーでの録画、 再放送） | 別途基本料が必要。 スカパー!オンデマンドが追加料金なしで利用可能。                                    |
| スカパー!プレミアムサービス光             | スカパー!プレミアムサービス光             | （従来の） テレビ放送 | 光回線（フレッツ光）と光専用チューナー                   | ○                  | ○                  | △ （レコーダーでの録画、 再放送） | △ （レコーダーでの録画、 再放送） | 別途基本料が必要。 スカパー!オンデマンドが追加料金なしで利用可能。                                    |
| J:COM                                     | J:COM                                     | （従来の） テレビ放送 | ケーブルテレビ（J:COM提供エリア）と セットトップボックス | ○                  | ○                  | △ （レコーダーでの録画、 再放送） | △ （レコーダーでの録画、 再放送） | スタンダードプラスコースでのセット契約のみ                                                            |
| ひかりTV                                  | テレビ向け                                | 複合型                | 光回線（フレッツ光）とひかりTVチューナー                 | ○                  | △                  | △                                 | △                                 | 4K画質放送あり。ひかりTV専用番組あり。 4つのプランのいずれでも視聴可。                                |
| ひかりTV                                  | PC・スマホ専用プラン                      | ネット放送            | インターネット接続 （PC・スマートフォン・タブレット）    | ○                  | △                  | △                                 | △                                 | バリュープラン                                                                                        |
| dTVチャンネル                             | dTVチャンネル                             | ネット放送            | インターネット接続 （PC・スマートフォン・タブレット）    | ○                  | △                  | ○                                 | ○                                 | リアルタイム視聴はひかりTVと同一編成                                                                  |
| 大阪チャンネル （現在は、FANYチャンネル） | 大阪チャンネル （現在は、FANYチャンネル） | ネット放送            | インターネット接続 （PC・スマートフォン・タブレット）    | ×                  | ×                  | ×                                 | △ （NMB48）                       | ひかりTV配信ビデオのうち、NMB48の番組のみ視聴可。 オリジナルドラマ『魔!淀川キャッチボール部』も放送。 |
| ニコニコチャンネル（ニコニコ動画）        | ニコニコチャンネル（ニコニコ動画）        | ネット放送            | インターネット接続 （PC・スマートフォン・タブレット）    | ○                  | （1番組）          | △ （タイムシフト）                | ×                                 | コメント機能、タイムシフト、月額料金を安価に設定                                                      |
| スカパー!オンデマンド                     | 月額プラン                                | ネット放送            | インターネット接続 （PC・スマートフォン・タブレット）    | ○                  | ○                  | △                                 | ○                                 | テレビ放送と同内容の「IPリニア」（サイマル放送）可能                                                  |
| スカパー!オンデマンド                     | 見逃し配信 月額プラン                     | ネット放送            | インターネット接続 （PC・スマートフォン・タブレット）    | ×                  | ×                  | △                                 | ○                                 | 月額料金を安価に設定                                                                                  |
| GYAO!                                     | GYAO!                                     | ネット放送            | インターネット接続 （PC・スマートフォン・タブレット）    | ×                  | ×                  | ×                                 | △                                 | 視聴可能番組は限られている。                                                                          |